# Ariccia
Ariccia (AFI: /aˈriʧʧa/) è un comune italiano di 17 940 abitanti della città metropolitana di Roma Capitale nel Lazio.
Anticamente chiamata Riccia o La Riccia o semplicemente 'A Riccia nei dialetti dei Castelli Romani, 
Ariccia è una delle località più conosciute e popolari dei Castelli Romani, sia per la rilevanza turistica del complesso monumentale chigiano e per l'importanza storica e architettonica delle opere del Bernini, sia per l'importanza religiosa del santuario di Santa Maria di Galloro.

## Geografia fisica

### Territorio

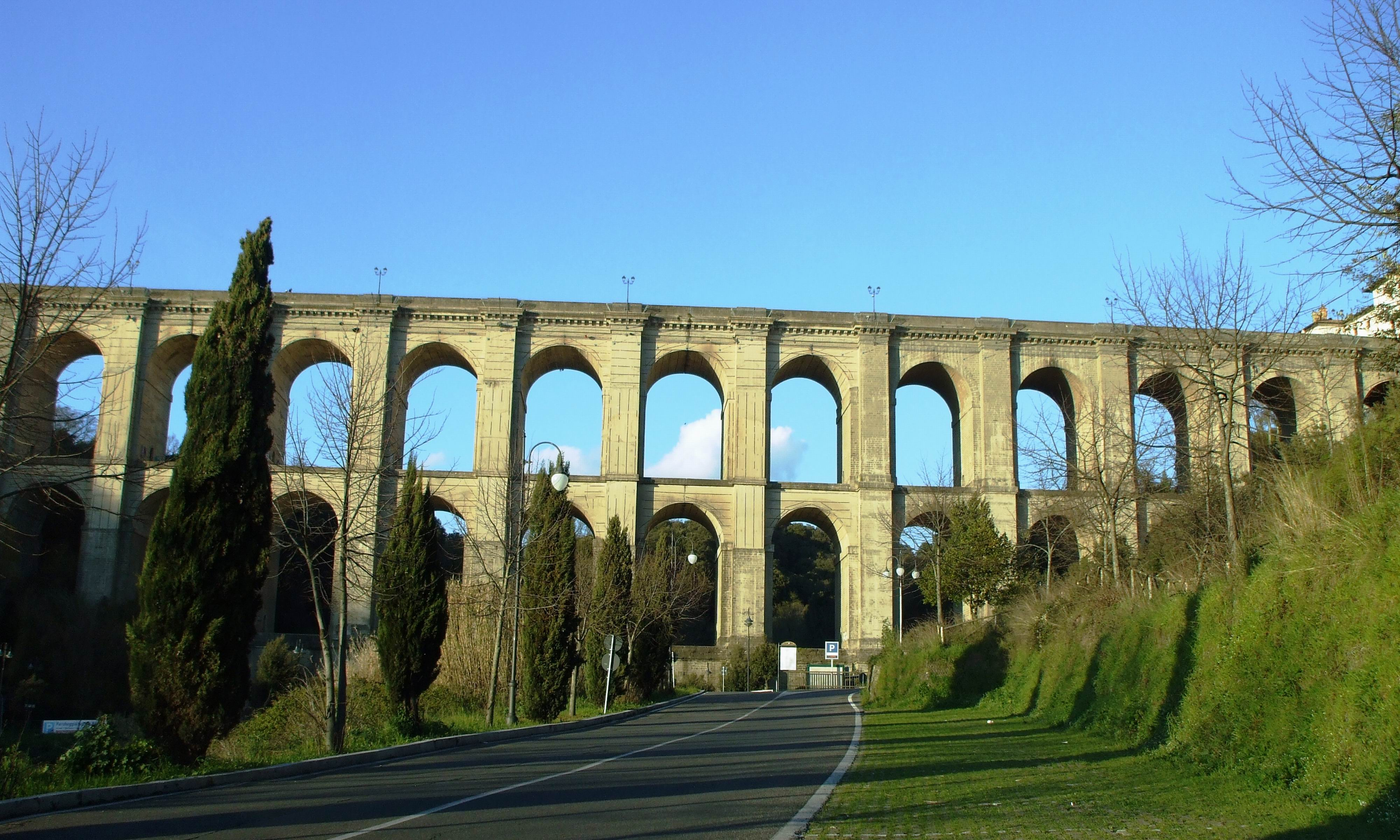
Il ponte di Ariccia

Il territorio comunale di Ariccia, con un'ampiezza di 18,59 km², è il decimo comune per estensione dei Castelli Romani. Una prima misurazione del territorio ariccino venne eseguita su commissione dei Chigi non appena essi entrarono in possesso del feudo, nel febbraio 1662. Nel catasto Gregoriano (1835) il territorio di Ariccia era calcolato in 914 rubbia, una quarta e tre scorzi, che, calcolando 1,848438 ettari come superficie corrispondente ad 1 rubbio, equivalgono a circa 16,90 km² correnti.

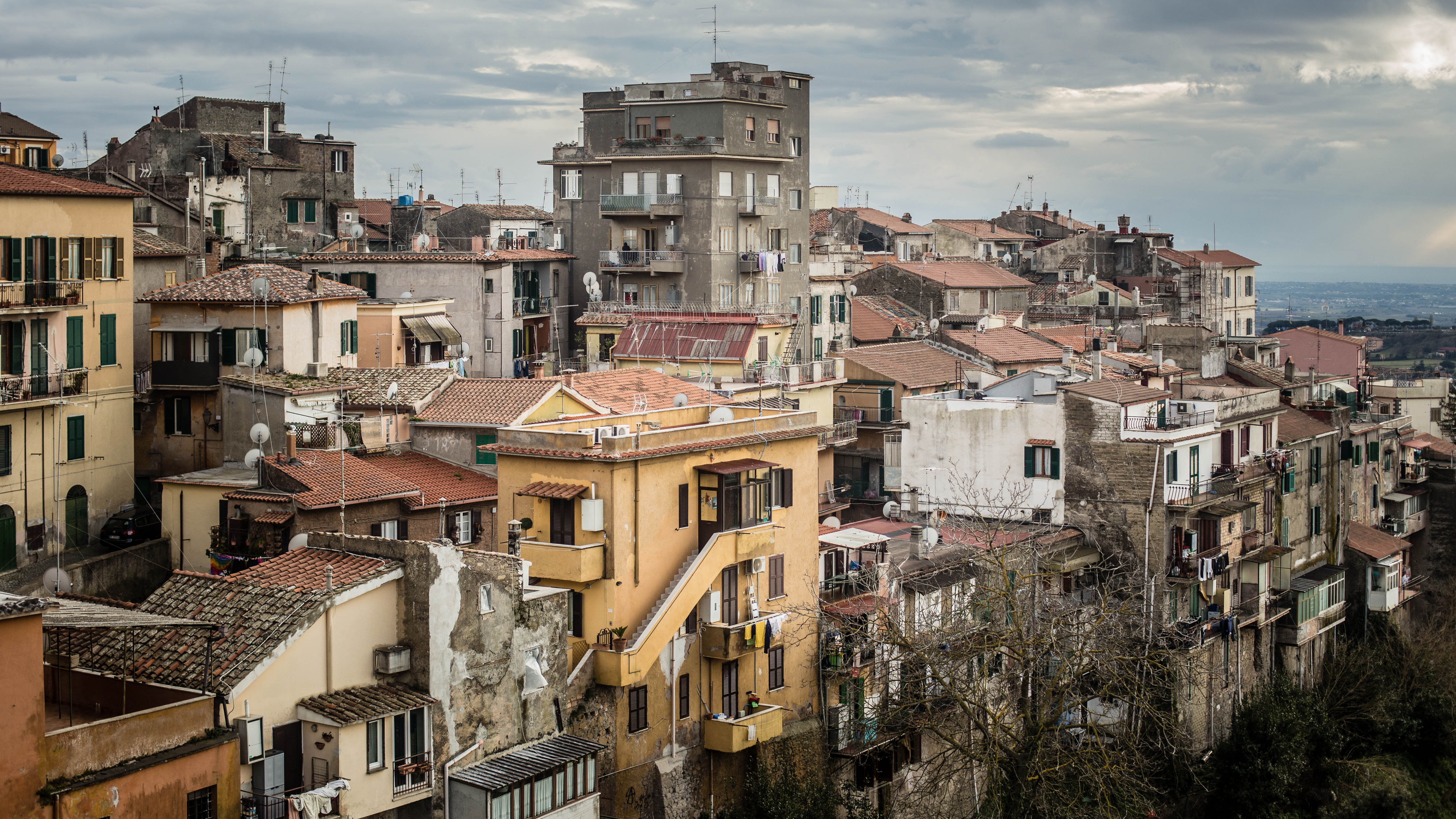
Panoramica

Il territorio ariccino, come quello dell'intera area dei Colli Albani, è stata soggetto tra i 600.000 ed i 20.000 anni fa circa all'attività vulcanica del Vulcano Laziale. Il suolo è dunque composto in massima parte di materiale vulcanico, ed abbondano rocce caratteristiche come il peperino, la pietra sperone del Tuscolo ed il tufo.
Il vasto cratere ovale di Vallericcia, che occupa la maggior parte del territorio comunale, secondo la "Carta Geologica d'Italia" redatta dal Servizio Geologico d'Italia è classificata come zona av ("tufiti alluvio-lacustri; [...] arenarie straterellate entro depressioni crateriche (Prata Porci, Ariccia) con Bos taurus L., Cervus elaphus L. e avifauna Gyps a Valle Marciana; prodotti del dilavamento entro valli radiali, provenienti dalle formazioni vulcaniche del Vulcano Laziale". Le alture del centro storico e di Colle Pardo ai confini con Genzano di Roma sono classificate come sc ("scorie solidificate senza stratificazione, in ammassi e tumuli; lapilli più o meno stratificati nella parte superiore dei coni; "Sperone" Auct.: scorie caotiche in grossi banchi"). con inserimenti di β7 ("agglomerati lavici, intercalati in ammassi polimorfici, fino a colate leucitiche").
I due profondi valloni che corrono ai lati dell'abitato storico sono classificati come dt, "detriti di falda, conoidi". I bordi del cratere di Vallericcia sono invece composti da v1, ovvero "manifestazioni eruttive finali. Brecce piroclastiche d'esplosione con lapilli, proiettili leucocratici, ultrafemici, pirosseniti biotitiche, più xenoliti di lave leucitiche e del substrato, facies cineritiche superiormente straterellate, in strati e banchi più o meno consolidati ("Peperino" Auct.) rapidamente assottigliatosi allontanandosi dai centri d'emissione", quindi da peperini emessi dallo stesso cratere di Vallericcia. Infine, c'è da notare come la porzione di Vallericcia adiacente alle alture di Galloro sia zona se ("scorie e lapilli giallastri sciolti, talora agglomerati, scoriette e lapilli stratificati").
Il resto del territorio è, come la maggior parte dell'area nord-occidentale dei Colli Albani, composto da terreni classificati come v2, ovvero peperini emessi dal cratere formato dal Lago Albano.
- Classificazione sismica: zona 2 (sismicità medio-alta).[12][13]

#### Idrografia
Anticamente la depressione di Vallericcia era occupata, almeno parzialmente, da un lago vulcanico, simile ai due vicini laghi vulcanici Albano e di Nemi. L'ipotesi sarebbe confermata dalla periodica ricomparsa di un bacino lacustre nella parte più depressa della valle, nella località dall'emblematico nome di Pantanelle: un lago o pantano compare menzionato in diversi atti notarili del 1223, del 1462 e del 1630, mentre lo storico e canonico settecentesco Emanuele Lucidi afferma che il 17 gennaio 1793 con grande sorpresa degli ariccini comparve un laghetto in Vallericcia, originato dall'intasamento di alcuni canali di scolo e sgombrato il 4 febbraio dello stesso anno. Per evitare l'allagamento della valle, già in età antica fu scavato un sistema di canali di scolo nella valle che portavano tutti ad un emissario posto in località Ginestreto, che liberava le acque verso il mar Tirreno in direzione sud-ovest: alcuni eruditi sei e settecenteschi sostennero che queste acque formavano il leggendario fiume Numico, che bagnava Lavinium, antica capitale latina fondata da Enea ed identificata comunemente con Pratica di Mare. In Vallericcia sfocia anche l'emissario del lago di Nemi, scavato anch'esso in età antica ma non accomunabile con la perfetta tecnica costruttiva dell'emissario del lago Albano.
In territorio ariccino non scorrono corsi d'acqua notevoli, ma ai margini settentrionali ai confini con Rocca di Papa ed Albano Laziale, presso l'antico castello di Malafitto, si trovano le omonime sorgenti (565 m s.l.m.), che alimentano storicamente Ariccia dal 1614 ed Albano Laziale dal 1607: fin dall'età romana, inoltre, queste sorgenti erano note e l'acqua captata per l'approvvigionamento della villa di Domiziano a Castel Gandolfo e, successivamente, dei Castra Albana.

#### Orografia
La località Montagnanello, ai margini meridionali del territorio comunale ai confini con Aprilia, si trova a 131 m s.l.m., altitudine minima del territorio ariccino, mentre Fontana di Papa è a 190 m s.l.m.: proseguendo in direzione nord, Ginestreto è a 290 m s.l.m. e Vallericcia è ad un'altitudine minima di 284 m s.l.m. e massima di 318 m s.l.m. (lo sbocco dell'emissario del lago di Nemi è a 290 m s.l.m.).
Il centro storico è posto a 412 m s.l.m. (altitudine di palazzo Chigi), mentre il santuario di Santa Maria di Galloro è a 429 m s.l.m. e la parte più alta di parco Chigi è a 490 m s.l.m., ai confini con la località Selvotta di Albano Laziale. Monte Gentile è a 580 m s.l.m., cima più elevata del territorio ariccino: l'altura di Malafitto, ai confini settentrionali con Rocca di Papa, infatti non supera i 565 m s.l.m..

### Clima

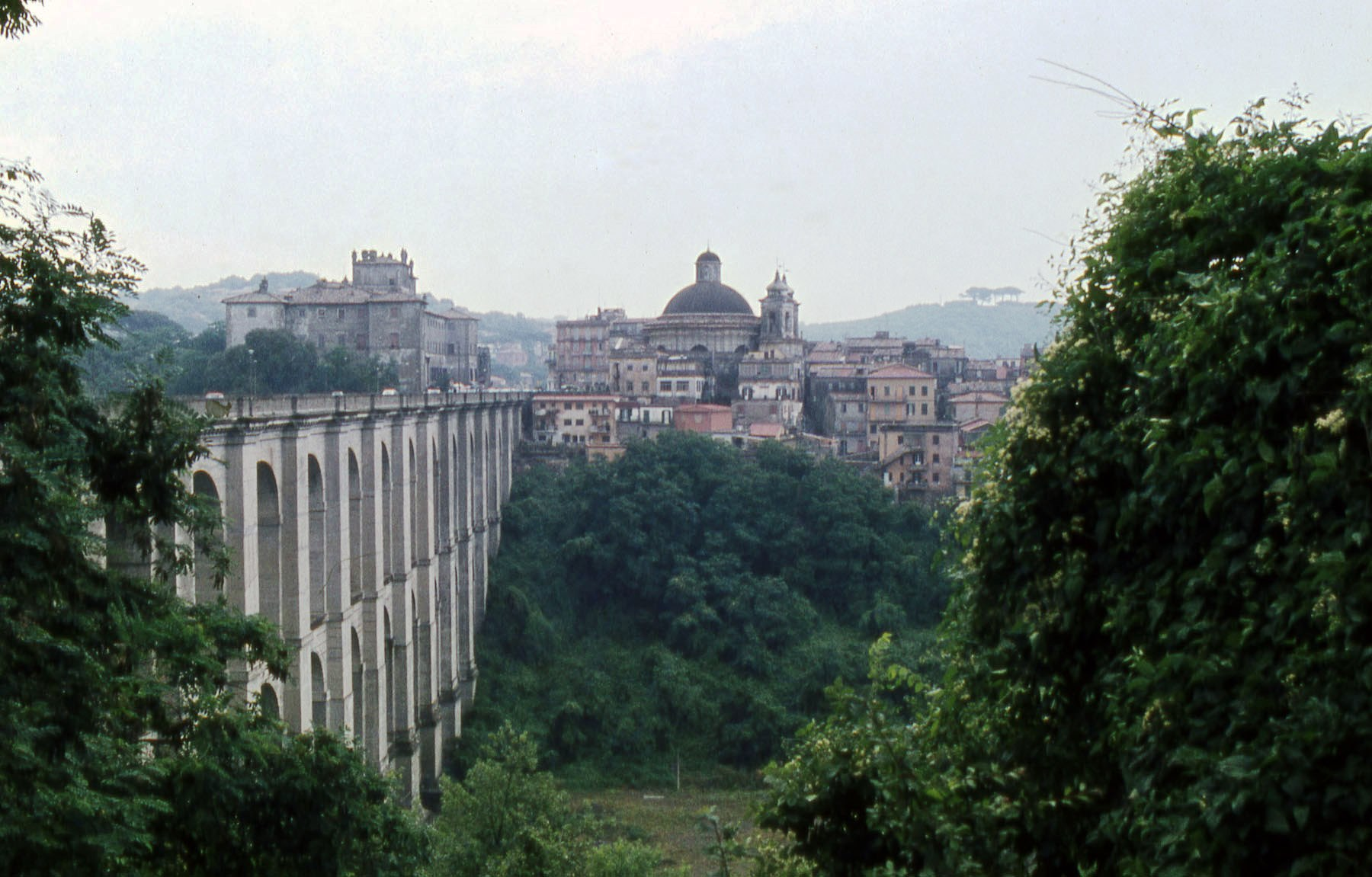
Il ponte e Ariccia (1983)

Dal punto di vista climatico il territorio rientra nel dominio del clima temperato mediterraneo con inverni miti, temperature autunnali superiori a quelle primaverili, estati ventilate. Nell'area dei Colli Albani, dunque anche ad Ariccia, si presenta il fenomeno detto stau, che consiste nella riduzione del vapore acqueo nelle nuvole man mano che il terreno si alza. Perciò la piovosità maggiore si avrà sulle prime alture dei colli, rivolte verso il mare, verso sud sud-ovest, e la minore verso nord.
Ariccia, trovandosi sulla traiettoria delle correnti umide tirreniche, risulta discretamente piovosa con 900 mm annui di precipitazioni. I venti spirano prevalentemente da sud e da ovest, più raramente da nord e da est.
Normalmente la zona è battuta da venti di scirocco e libeccio, ma talvolta compare anche il ponentino, vento caratteristico della zona di Roma. Durante l'inverno invece si ha la presenza di tramontana e grecale, il primo proveniente dalla vasta pianura dell'Agro Romano.
L'estate è calda e asciutta, l'inverno mite e piovoso senza, in genere, che vengano raggiunte temperatura eccessivamente basse. Ad Ariccia nevica piuttosto raramente e solo in presenza di un freddo generalizzato marcato. In estate le temperature possono raggiungere i 35 °C con punte di 37 °C in casi rari. La temperatura non ha mai raggiunto i 40 °C.
I dati seguenti si riferiscono all'anno 2008 e sono stati rilevati presso la stazione meteorologica di Genzano di Roma situata nella frazione di Landi, a quota 210 m s.l.m.:
| Ariccia               | Mesi        | Mesi        | Mesi        | Mesi        | Mesi        | Mesi        | Mesi        | Mesi        | Mesi        | Mesi        | Mesi        | Mesi        | Stagioni | Stagioni | Stagioni | Stagioni | Anno    |
| Ariccia               | Gen         | Feb         | Mar         | Apr         | Mag         | Giu         | Lug         | Ago         | Set         | Ott         | Nov         | Dic         | Inv      | Pri      | Est      | Aut      | Anno    |
| --------------------- | ----------- | ----------- | ----------- | ----------- | ----------- | ----------- | ----------- | ----------- | ----------- | ----------- | ----------- | ----------- | -------- | -------- | -------- | -------- | ------- |
| T. max. media (°C)    | 12,3        | 12,9        | 14,2        | 18,2        | 23,3        | 27,0        | 30,6        | 31,6        | 25,9        | 21,4        | 15,3        | 11,6        | 12,3     | 18,6     | 29,7     | 20,9     | 20,4    |
| T. media (°C)         | 7,7         | 7,0         | 8,9         | 12,4        | 17,0        | 20,8        | 23,3        | 23,6        | 18,5        | 15,1        | 10,4        | 6,9         | 7,2      | 12,8     | 22,6     | 14,7     | 14,3    |
| T. min. media (°C)    | 3,7         | 1,9         | 4,6         | 7,4         | 11,4        | 14,9        | 16,2        | 16,1        | 12,7        | 10,5        | 6,7         | 3,2         | 2,9      | 7,8      | 15,7     | 10,0     | 9,1     |
| T. max. assoluta (°C) | 16 (2008)   | 17,5 (2008) | 22,7 (2009) | 22,9 (2008) | 31,7 (2009) | 33,4 (2008) | 34,2 (2008) | 35,4 (2008) | 33,4 (2008) | 25,3 (2008) | 21,5 (2008) | 14,9 (2008) | 17,5     | 31,7     | 35,4     | 33,4     | 35,4    |
| T. min. assoluta (°C) | −2,4 (2009) | −6,2 (2008) | −0,4 (2009) | 4,2 (2009)  | 7,6 (2008)  | 11,5 (2009) | 13,1 (2008) | 13,4 (2008) | 6,2 (2008)  | 5,2 (2008)  | −2,0 (2008) | −0,8 (2008) | −6,2     | −0,4     | 11,5     | −2,0     | −6,2    |
| Precipitazioni (mm)   | 150,4       | 63,5        | 215,9       | 100,1       | 200,7       | 42,7        | 2,0         | 1,3         | 84,1        | 147,8       | 216,2       | 392,7       | 606,6    | 516,7    | 46,0     | 448,1    | 1 617,4 |
| Giorni di pioggia     | 11          | 6           | 17          | 10          | 8           | 4           | 0           | 0           | 7           | 8           | 13          | 13          | 30       | 35       | 4        | 28       | 97      |
| Vento (direzione-m/s) | NE 6,8      | NE 6,4      | NE 6,9      | E 7,6       | NNE 6,8     | NNE 5,1     | NNE 5,6     | NNE 4,9     | NNE 5,7     | NNE 5,5     | NNE 7,1     | NE 7,9      | 7,0      | 7,1      | 5,2      | 6,1      | 6,4     |

- Classificazione climatica: zona D, 1919 GR/G (12 ore di accensiore giornaliera dal 1º novembre al 15 aprile).[12]

## Origini del nome
Il poeta latino Publio Ovidio Nasone nel libro XV vv. 536-546 de "Le metamorfosi" racconta come il figlio del mitico fondatore e primo re di Atene Teseo, Ippolito, dovette fuggire dalla Grecia dopo essere stato accusato di incesto con sua madre Fedra, e si rifugiò perciò in Italia dove venne accolto dalla dea Artemide nel suo bosco sacro sito in Lazio presso il lago di Nemi sui Colli Albani: la dea cambiò nome ad Ippolito chiamandolo Virbio (in lingua latina probabilmente vir bis, "due volte uomo", l'uomo nato due volte). La tradizione vuole che Virbio sia stato il fondatore di Aricia, il cui toponimo deriverebbe dal nome della moglie indigena del fondatore, chiamata appunto Aricia.
In alternativa, lo storiografo latino Gaio Giulio Solino al capitolo VII del suo "Collectanea rerum memorabilia" sostiene che la città venne fondata da alcuni Siculi comandati da un certo Archiloco, dal quale deriverebbe il toponimo della città.

## Storia
Aricia venne fondata in epoca imprecisata, senz'altro prima di Roma: l'erudito seicentesco Filippo Cluverio ipotizza (non si sa con quali fondamenti) la data del 2752 a.C., mentre la tradizione antica ha fatto risalire la fondazione della città al figlio del mitico fondatore di Atene Teseo, Ippolito detto Virbio, o al comandante siculo Archiloco. In seguito Aricia fu un'importante città della Lega Latina, teatro nel 505 a.C. della battaglia di Aricia; nel 338 a.C., infine, disciolta definitivamente la Lega Latina, Aricia ottenne la cittadinanza romana.
Il territorio aricino fu attraversato a partire dal 312 a.C. dalla via Appia Antica, ed Aricia era la prima mansio ("stazione di sosta") lungo la via Appia provenendo da Roma. La decadenza della città è probabilmente da collocare dopo il sacco di Roma del 410 da parte dei Visigoti di Alarico, anche se la vita cittadina continuò fino alla metà del V secolo.
Con il progressivo abbandono di Aricia andò consolidandosi il nuovo abitato posto sul colle dell'antica acropoli aricina, e del moderno centro storico: alla fine del X secolo l'abitato risulta sotto il dominio dei Conti di Tuscolo, come gran parte dei Colli Albani. Dopo la caduta in disgrazia dei Conti di Tuscolo e la distruzione della loro roccaforte, Tusculum, nel 1191, il feudo di Ariccia fu governato dalla famiglia Malabranca, che era probabilmente un ramo della famiglia dei Conti di Tuscolo originario di Velletri. Ad ogni modo, nel 1223 i Malabranca vendettero il feudo a papa Onorio III per 2000 provisini, ed Ariccia rimase probabilmente sotto il possesso della Camera Apostolica benché sia stata occupata brevemente manu militari dalla famiglia Savelli, che per legittimare il proprio possesso sul feudo millantarono una donazione del 964 fatta dall'imperatore Ottone I di Sassonia in favore di Virginio Savelli.

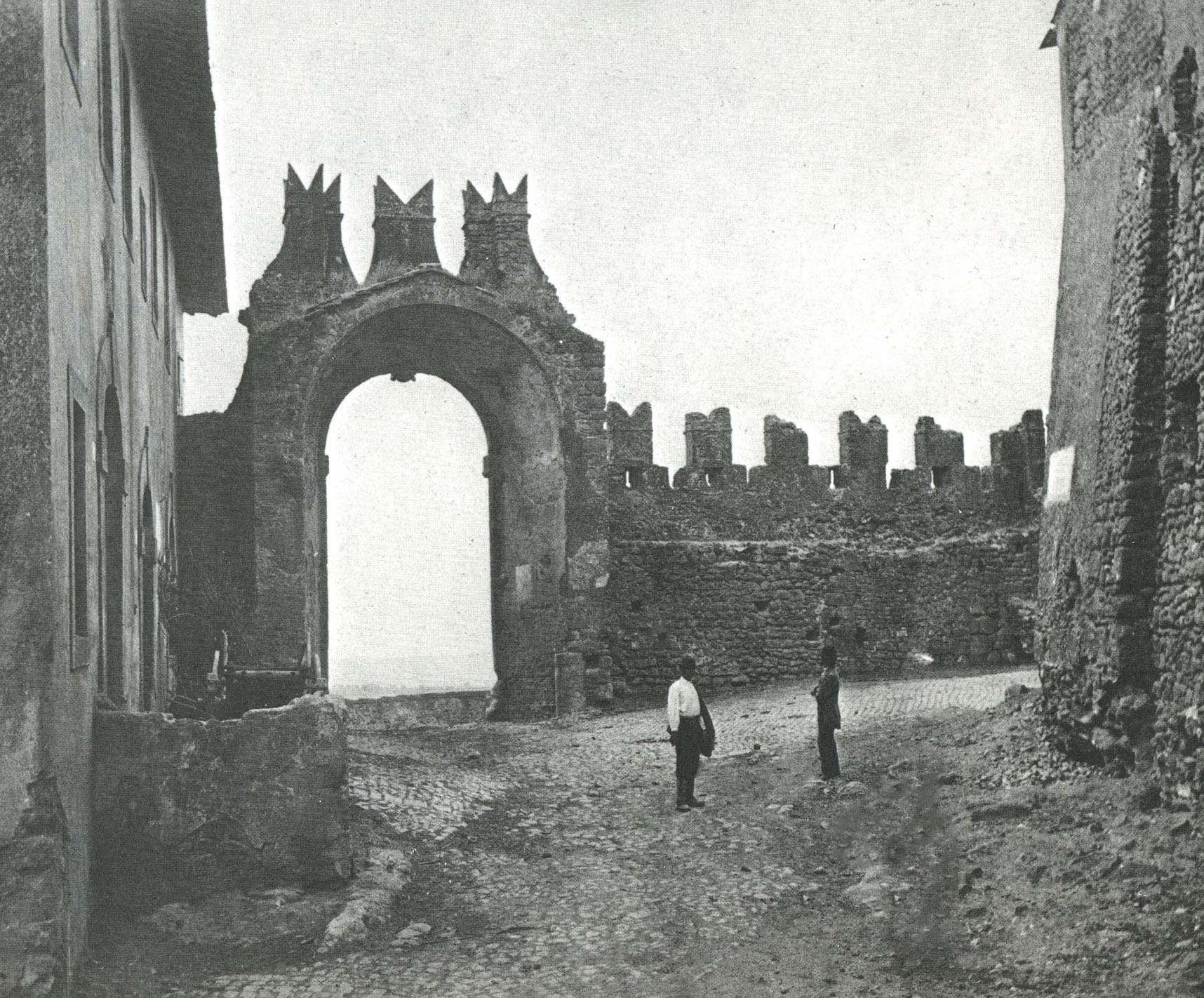
Porta medioevale in una foto del 1870 ca

Nel Trecento Ariccia fu praticamente spopolata, e nel 1399 il "tenimentum Ritiae" risulta annesso alla castellanìa di Genzano di Roma, anch'essa possedimento della Camera Apostolica. Nel Quattrocento si perdono le tracce del feudo, che nel 1463 risulta sotto il "pieno dominio" dell'abbazia di Santa Maria di Grottaferrata. Il cardinale Giuliano della Rovere, eletto nel 1503 papa Giulio II, abate commendatario dell'abbazia criptense, nel 1473 siglò con Mariano Savelli la permuta del "castrum dirutum" di "Ritiae" con le case in rovina, Vallericcia e tutte le attinenze e dipendenze in cambio del Borghetto di Grottaferrata: iniziava così la dominazione feudale dei Savelli su Ariccia.
Mariano Savelli, nell'atto di permuta, si impegnò "ad costruendum [castrum Ritiae], aedificandum, reparandum" ("alla costruzione [del castello di Ariccia], edificazione, riparazione"): ed in effetti nel corso del Cinquecento la popolazione di Ariccia aumentò fino a poco meno di 800 unità, superando addirittura la popolazione della vicina Albano Laziale, sede vescovile suburbicaria. Nel 1610 Paolo e Caterina Savelli firmarono e si impegnarono a rispettare gli "Statuti" della Comunità ariccina.
Il 15 maggio 1633 venne solennemente consacrato il santuario di Santa Maria di Galloro, retto dal 1631 dalla Congregazione Vallombrosana, ad oltre dieci anni dal ritrovamento della miracolosa immagine della Madonna di Galloro.
I Savelli, che si trovavano in cattive condizioni economiche, furono costretti a vendere il feudo ariccino ai Chigi nella persona del cardinale Flavio Chigi, che agiva anche a nome dei fratelli Agostino e Mario e dello zio papa Alessandro VII: la vendita fu conclusa il 20 luglio 1661 per la somma di 358.000 scudi pontifici. L'antica casata dei Savelli si estinse con lo sfortunato Giulio Savelli, che oberato dai debiti fu costretto a vendere il feudo di Albano Laziale alla Camera Apostolica nel 1697. I Chigi non tardarono a beneficare Ariccia con la loro munificenza: nel 1662 Alessandro VII autorizzò la fiera di Galloro, e tra il 1661 ed il 1665 fu completata la costruzione della collegiata di Santa Maria Assunta, di palazzo Chigi e degli altri edifici del complesso monumentale chigiano di piazza di Corte. Inoltre, i Chigi si impegnarono nella costruzione della chiesa sconsacrata di San Nicola di Bari con l'attiguo collegio dei padri dottrinari (già presenti ad Ariccia per l'istruzione superiore dei fanciulli dal 1638) e nell'ampliamento del parco Chigi e del santuario di Santa Maria di Galloro, con la costruzione dell'ultima campata e della cupola rivestita di piombo. Molti di questi lavori di abbellimento del feudo ariccino furono eseguiti da Gian Lorenzo Bernini, e la collegiata costituisce un esempio paradigmatico dell'architettura barocca: altre opere minori, come la chiesa sconsacrata di San Nicola ed il parco Chigi, furono eseguite rispettivamente dal fratello di Gian Lorenzo, Luigi Bernini, e da Carlo Fontana.

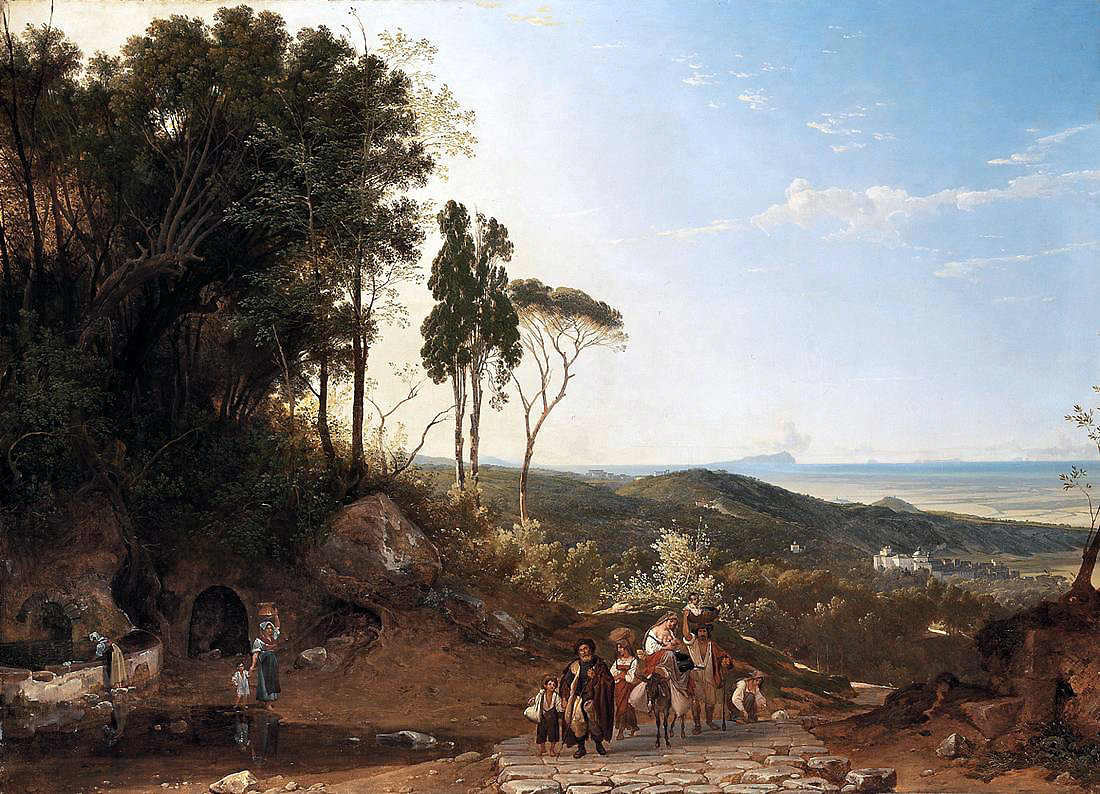
Una veduta di Ariccia dal parco Chigi opera del pittore tedesco Franz Ludwig Catel (1778-1856).

Dopo la turbolenta parentesi della Repubblica Romana (1798-1799) e dell'occupazione napoleonica, nel 1816 i Chigi rinunciarono al dominio feudale su Ariccia, pur conservandovi tutte le loro proprietà.
Papa Pio VI si era interessato al ripristino della via Appia, ed aveva avviato la bonifica delle Paludi Pontine fino a Terracina a questo scopo: l'opera, incominciata da papa Pio VI nel 1777, fuportata a termine entro il 1780: alla medioevale via postale corriera tra Roma e Napoli passante per Marino, Nemi e Velletri si sostituì nuovamente la più rettilinea via Appia. L'evento pose le basi per lo sviluppo commerciale di Albano Laziale, Ariccia e Genzano di Roma, a scapito di Marino che finora era stata la stazione di posta privilegiata sulla via postale. Il tracciato originario della strada, tuttavia, per arrivare da Albano a Genzano evitava Ariccia con un lungo giro attorno a Vallericcia, per evitare i forti dislivelli in entrata ed in uscita. Fu papa Gregorio XVI che, per ovviare all'inconveniente, incominciò la costruzione dei ponti di San Rocco e di Galloro e pose le basi per la costruzione del ponte di Ariccia, iniziato nel 1847 e completato nel 1854 sotto il regno di papa Pio IX.
Nel 1897 i contadini di Albano Laziale ed Ariccia organizzarono una delle prime invasioni di terre del Lazio, occupando alcuni terreni a Santa Palomba e Cancelliera: nell'aprile dello stesso anno la lega contadina ariccina sollevò il problema delle case, che a dire delle stesse autorità locali esisteva, poiché c'era una sproporzione di rapporto tra le case abitate e gli abitatori: sicché si registrarono occupazioni delle seconde case e dei villini utilizzati dalla media borghesia per le vacanze estive, così numerosi ad Ariccia e nei dintorni.
Il fascismo ebbe difficoltà ad insediarsi ai Castelli Romani, e spesso dovette valersi di personaggi "riciclati" dal partito socialista, popolare o repubblicano: in reazione alle violenze fasciste a Genzano, Ariccia e Rocca di Papa si costituirono nuclei di "Arditi del Popolo", ben presto sciolti dall'inettitudine delle stesse forze anti-fasciste.
Dopo la marcia su Roma (28 ottobre 1922) i fascisti presero baldanza, ed il 1º novembre assaltarono simultaneamente i municipi di Ariccia, Frascati, Monte Compatri e Rocca di Papa, ma riuscirono ad ottenere subito solo le dimissioni della giunta repubblicana di Ariccia guidata da Ubaldo Mancini. Benché i fascisti avessero dato pessima prova di sé con l'occupazione violenta del municipio, della palestra comunale e addirittura del cinema parrocchiale, i repubblicani ariccini pensarono di allearsi con loro: in seguito tuttavia i repubblicani ariccini si pentirono della scelta, e Vezio Mancini, figlio dell'ex-sindaco Ubaldo, fu iscritto al casellario politico centrale come "antifascista irriducibile". Il "gagliardetto" di Ariccia venne inaugurato solo il 21 gennaio 1923.
Durante la seconda guerra mondiale, il centro storico fu bombardato per la prima volta il 1º febbraio 1944: durante la guerra i tedeschi fecero saltare il ponte di Ariccia e fu distrutto l'adiacente torrione dell'aggiunta settecentesca di palazzo Chigi.
Conseguentemente alla distruzione del ponte venne realizzato un ponte provvisorio parallelo che attraversò, scempiandolo, il parco Chigi per quasi tutta la sua lunghezza. Il ponte fu ricostruito dopo la seconda guerra mondiale, ma è crollato nuovamente nel 1967: ricostruito, nel 2009 l'amministrazione comunale ha lanciato l'allarme per la stabilità del viadotto, gravato dal traffico pesante in transito sulla via Appia Nuova, ed ha promosso la pedonalizzazione del ponte e di piazza di Corte creando una tangenziale alternativa, proposta che ha scatenato vivaci polemiche tra i residenti nell'area proposta per il passaggio della tangenziale.

### Simboli

Lo stemma di Ariccia in uso dal 2015

Originariamente, la Comunità ariccina utilizzava come proprio stemma solo le lettere "AR" inscritte in una circonferenza: poi il 4 agosto 1613 un pubblico consiglio decretò di utilizzare come stemma l'immagine di una donna "moglie del re stesso edificatore di questa Terra anticamente città detta Aritia". Lo stemma raffigurerebbe la leggendaria Aricia, moglie dell'altrettanto leggendario fondatore di Aricia Ippolito detto Virbio. Tuttavia, già nel Settecento si era persa memoria di ciò, e si pensava che la donna rappresentata nello stemma fosse in realtà la ninfa Egeria, mitologica compagna del secondo re di Roma Numa Pompilio, legata al lago di Nemi, presso cui la dea Diana avrebbe concesso alla ninfa affranta di ritirarsi dopo la morte di Numa, tramutandola in una fonte d'acqua.
La descrizione ufficiale redatta dalla Regia Commissione Araldica il 25 marzo 1939 opta per la ninfa Egeria, e così descrive lo stemma comunale:
Pur tuttavia, il colore porpora nel quale è avvolta la divinità femminile, e la prevalenza assoluta del culto di Anna Perenna, celebrato alle idi di marzo, e annoverato da Ovidio (nei Fasti) tra i massimi culti della Latinitas, lascia oggettivamente propendere per l'identificazione con la Diva Anna, sorella di Didone.
Il gonfalone comunale invece è così descritto nello statuto comunale:
Il motto contenuto nello stemma, è Universitas nobilis et vetustae terrae Ariciae ("Università della nobile ed antica terra di Ariccia").
Con D.P.R. del 10 febbraio 2015 lo stemma è stato modificato con l'aggiunta degli ornamenti esteriori da Città.
(D.P.R. del 10 febbraio 2015)
Il gonfalone è un drappo interzato in palo di azzurro, di bianco, di rosso.

## Monumenti e luoghi d'interesse

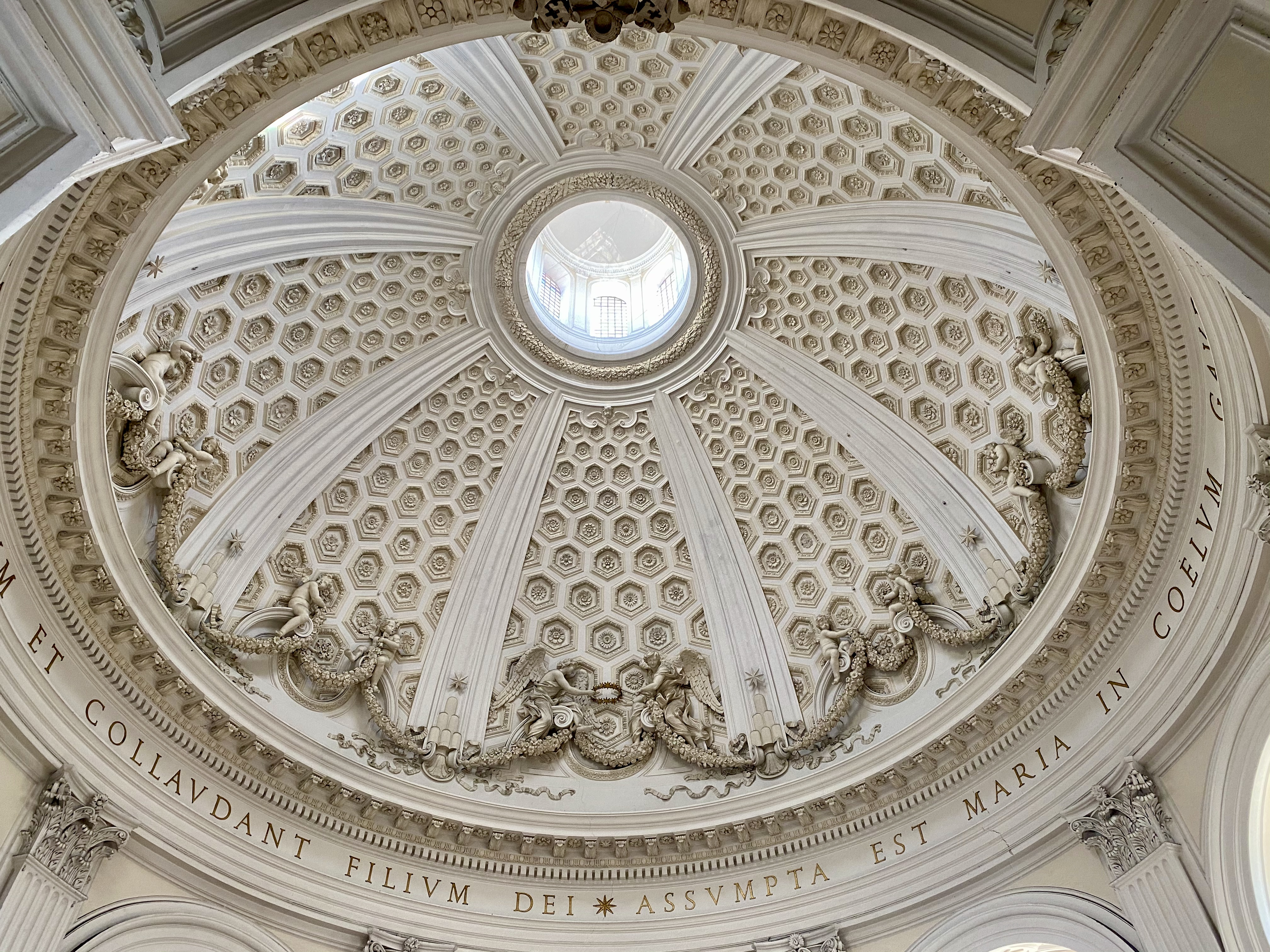
Uno scorcio dell'interno della cupola della collegiata di Santa Maria Assunta in Cielo.

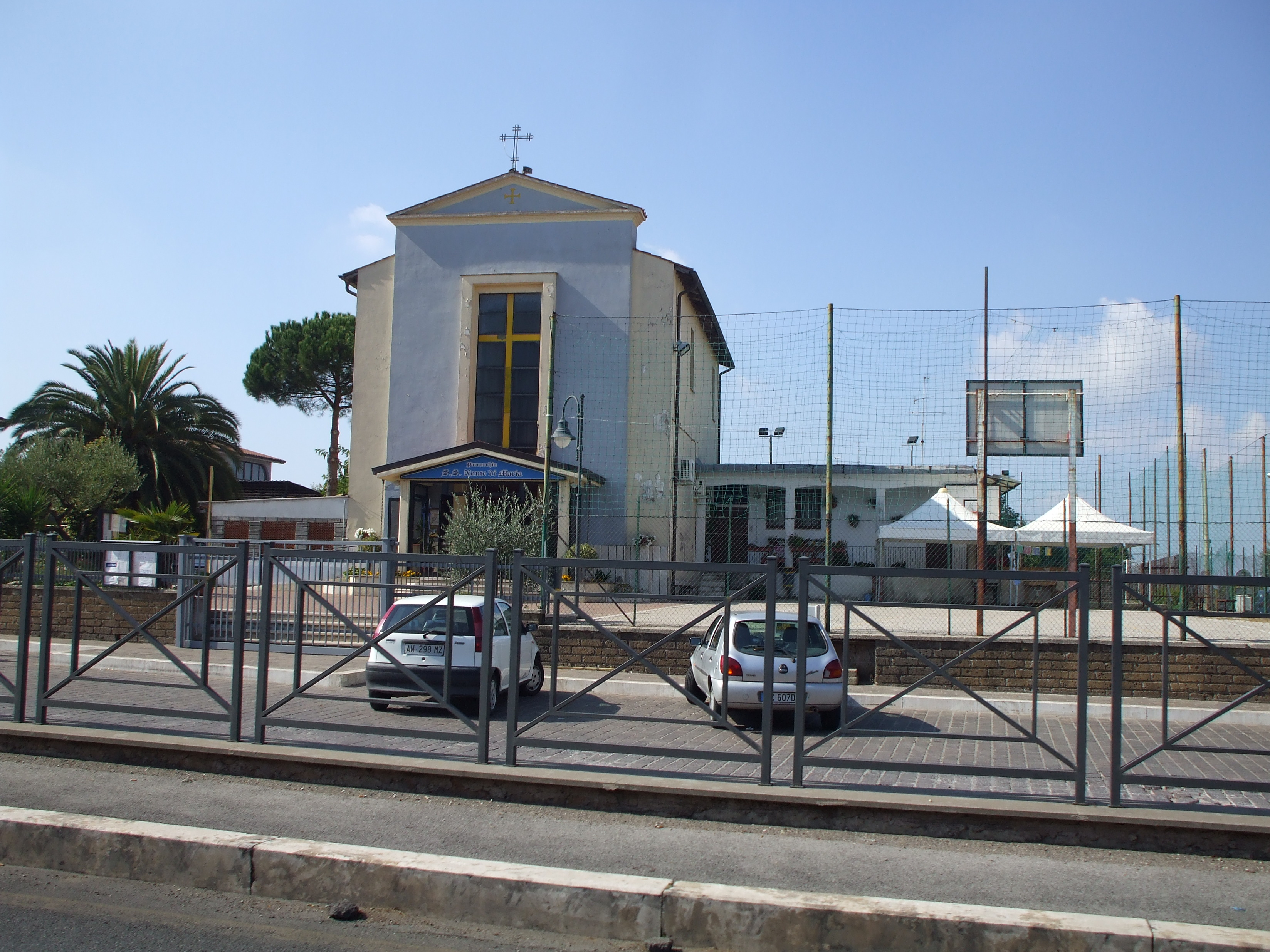
La chiesa di Santa Maria Assunta in località Fontana di Papa.

### Architetture religiose
- Collegiata di Santa Maria Assunta. La collegiata è il principale luogo di culto cattolico di Ariccia, e l'attuale edificio venne costruito tra il 1664 ed il 1665 su progetto dell'architetto Gian Lorenzo Bernini, grazie all'interessamento di papa Alessandro VII e di suo nipote, il cardinale Flavio Chigi.[45] L'architettura di questa chiesa, una delle più famose attrazioni turistiche dei Castelli Romani, è volutamente ispirata al Pantheon di Roma,[65] ed è stata definita "esempio paradigmatico dell'architettura barocca". Gli stucchi dell'interno della cupola sono di Antonio Raggi:[66] all'interno, sono conservate opere di Jacques Cortois detto "il Borgognone", Raffaele Vanni, Ludovico e Giacinto Gimignani, Bernardino Mei ed Alessandro Mattia da Farnese.[66]
- Santuario di Santa Maria di Galloro. Il santuario, dedicato all'immagine della Madonna di Galloro rinvenuta presso l'omonima località nel 1621 o nel 1623,[39][40] è uno dei santuari mariani più frequentati del Lazio,[67] oltre che uno dei beni architettonici monumentali inclusi nella schedatura di primo livello della provincia di Roma.[68] Edificato tra il 1624 ed il 1633.[36][37] assieme all'attiguo convento (che fu retto prima dalla Congregazione Vallombrosana e poi dalla Compagnia di Gesù, ancora oggi[quando?] presente con una casa di ritiri spirituali),[69] l'attuale aspetto venne dato alla chiesa con gli interventi finanziati dai Chigi con la consulenza di Gian Lorenzo Bernini, che ne disegnò la facciata, l'ultima campata e parte dell'altare maggiore.[50]
- Chiesa di Santa Maria Assunta. La chiesa è il principale luogo di culto della località Fontana di Papa, presso la parte ariccina di Cecchina, situata lungo la strada statale 207 via Nettunense. La parrocchia conta circa 2 500 abitanti.[70]
- Chiesa sconsacrata di San Nicola di Bari. La chiesa, costruita nel 1665 su progetto di Luigi Bernini,[47] fratello del più noto Gian Lorenzo attivo in quello stesso periodo al complesso monumentale chigiano, ed affidata alla Congregazione dei Padri della Dottrina Cristiana, sorge nel sito dell'antica collegiata, sostituita dalla nuova collegiata berniniana: l'antica chiesa risaliva probabilmente addirittura al X secolo.[71] Dal 2008 la chiesa, sconsacrata, ospita uno spazio teatrale comunale.[72]

### Architetture civili
- Palazzo Chigi. Il palazzo, edificato dalla famiglia Savelli alla fine del Cinquecento,[73] passò poi ai Chigi che portarono avanti i lavori di ampliamento e sistemazione tra il 1661 ed il 1672, sotto la direzione di Gian Lorenzo Bernini e Carlo Fontana.[46] Gli interni furono arredati dai pittori seicenteschi Michelangelo Pace detto "il Campidoglio", Giovan Battista Gaulli detto "il Baciccio", Mario Nuzzi "Mario dei Fiori".[46] L'attuale aspetto del palazzo è dovuto all'ampliamento voluto dal principe Augusto Chigi nel 1740[74] e all'arredo di alcune stanze commissionato tra il 1784 ed il 1787 da Sigismondo Chigi agli artisti Giuseppe Cades, Felice Giani e Liborio Coccetti.[46] Nel 1988 il Comune di Ariccia ha acquistato la proprietà del palazzo e dell'adiacente parco Chigi. Attualmente[quando?] nel palazzo, conosciuto a livello nazionale per alcune scene di celebri film girate al suo interno (tra gli altri, "Il Gattopardo" di Luchino Visconti del 1963, con Burt Lancaster, Claudia Cardinale ed Alain Delon), ospita il Museo del Barocco Romano.[75]
- Locanda Martorelli già Casino Stazi, nota per gli affreschi eseguiti da Taddeo Kuntze relativi alla storia mitica della fondazione di Ariccia, fu un'importante tappa di grandi artisti e viaggiatori del Grand Tour. Appartenuta alla famiglia di Angela Cameresi dal primo decennio del XX secolo sino alla metà degli anni '70; al 1998 è proprietà del Comune di Ariccia.
- ex-Collegio di San Nicola. Il collegio, attiguo alla chiesa sconsacrata di San Nicola di Bari, ha ospitato dal 1655 alla metà dell'Ottocento la Congregazione dei Padri della Dottrina Cristiana, che svolgeva le funzioni di scuola pubblica per i giovani ariccini. Dagli anni ottanta ospita il municipio.

### Architetture militari
Sono stati rinvenuti diversi tratti delle mura difensive dell'antica Aricia, sia dalla parte dell'acropoli (due cortine parallele in blocchetti di peperino con terrapieno interno) che dalla parte di Vallericcia (muratura in opera quadrata). Le mura antiche, già esistenti nel V secolo a.C., vennero probabilmente rifatte nel III secolo a.C. (con l'inclusione del sobborgo cresciuto nel frattempo lungo la via Appia Antica) e nel II secolo a.C. con la costruzione di una porta d'accesso verso sud-est: tuttavia alla fine del periodo repubblicano la loro efficienza doveva essere già stata compromessa da nuove costruzioni civili addossate alle mura stesse.

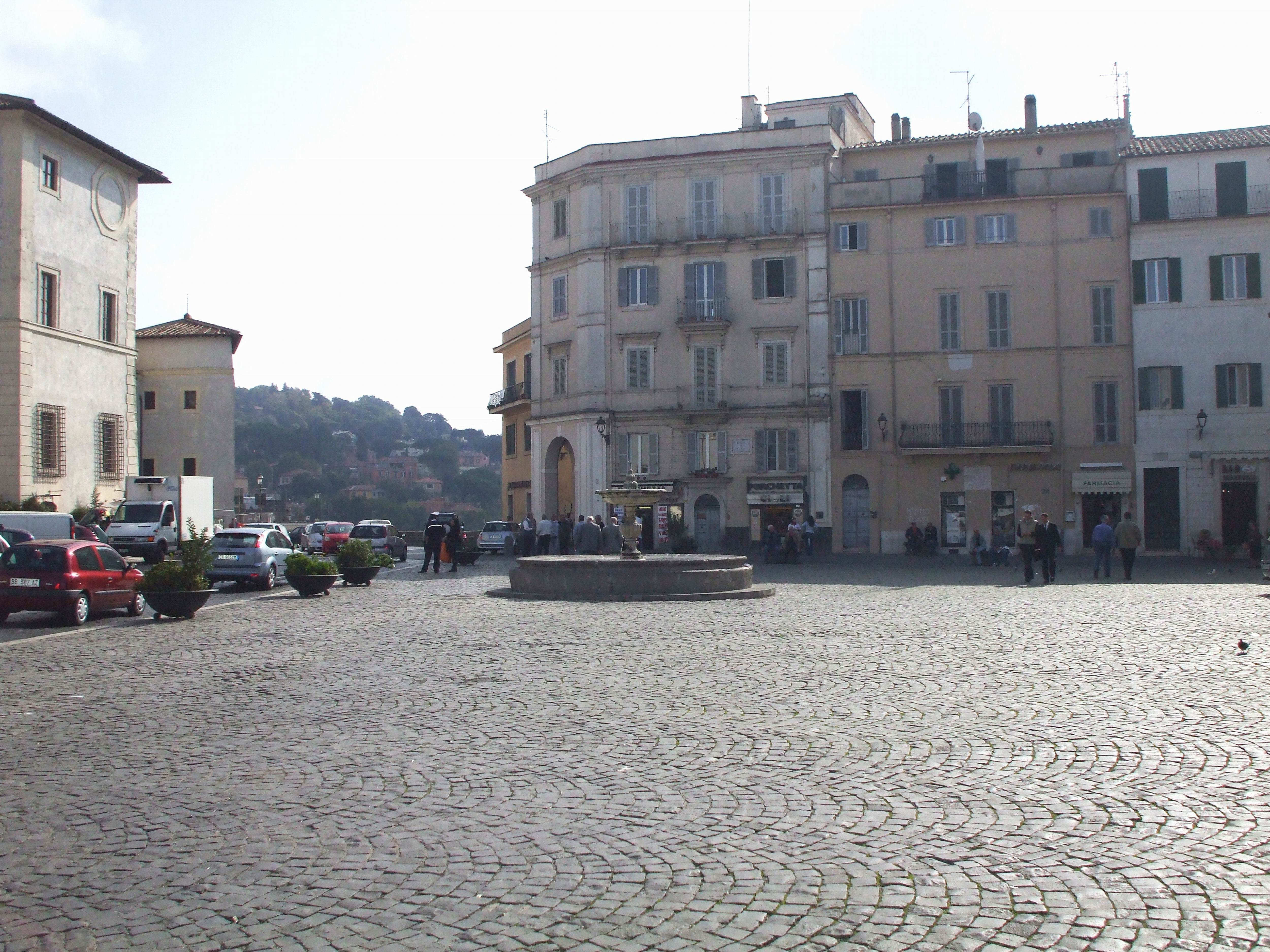
Uno scorcio di piazza di Corte

L'abitato moderno di Ariccia non è dotato di alcuna opera difensiva, ma semplicemente circondato da case sufficientemente protette dal forte pendio del colle, almeno su tre lati. Due erano le porte d'accesso al paese:
- Porta Napoletana; già rifatta ed allargata dai Savelli nel 1642,[77] l'aspetto attuale, su disegno di Gian Lorenzo Bernini, le venne dato dai Chigi immediatamente dopo che ebbero acquistato il feudo, nel 1661. Fu il principale accesso al paese fino al Settecento: dal piazzale adiacente alla porta si gode una spettacolare panoramica a 360° su Vallericcia.
- Porta Romana o Portella; a causa delle sue piccole dimensioni, venne murata nel 1642 ed in tale stato rimase fino all'Ottocento.

Altre fortificazioni minori insistenti sul territorio ariccino sono l'antico castello di Malafitto, ai confini settentrionali del comune presso il convento di Santa Maria ad Nives di Palazzolo, menzionato per la prima volta nel 1294 e passato in proprietà delle famiglie Conti, Savelli e Chigi e le torri di Cancelliera e Montagnano.
A dire dell'erudito settecentesco Emanuele Lucidi un tempo anche Castel Savello sarebbe stato sottoposto alla giurisdizione ariccina, ma attualmente esso risulta incluso nel territorio comunale di Albano Laziale.

### Altro
Il complesso monumentale chigiano di piazza di Corte, oggi denominata piazza della Repubblica, è una delle più importanti attrazioni turistiche dei Castelli Romani, luogo conosciutissimo anche grazie a numerosi film e videoclip e simbolo del comune. Sulla piazza, rettangolare, si aprono la collegiata di Santa Maria Assunta ed i casini laterali che ne rappresentano la continuazione visiva orizzontalmente (Gian Lorenzo Bernini, 1663-1665), palazzo Chigi e porta Napoletana (Gian Lorenzo Bernini e Carlo Fontana 1661-1672, espanso per volere di Augusto Chigi nel 1740), e le pittoresche anche se snaturanti aggiunte ottocentesche del ponte di Ariccia (Giuseppe Bertolini 1847-1854) e del ponte di San Rocco. La piazza si articola come un triangolo il cui vertice è posto all'interno del cortile di palazzo Chigi, in direzione del parco Chigi.

### Siti archeologici

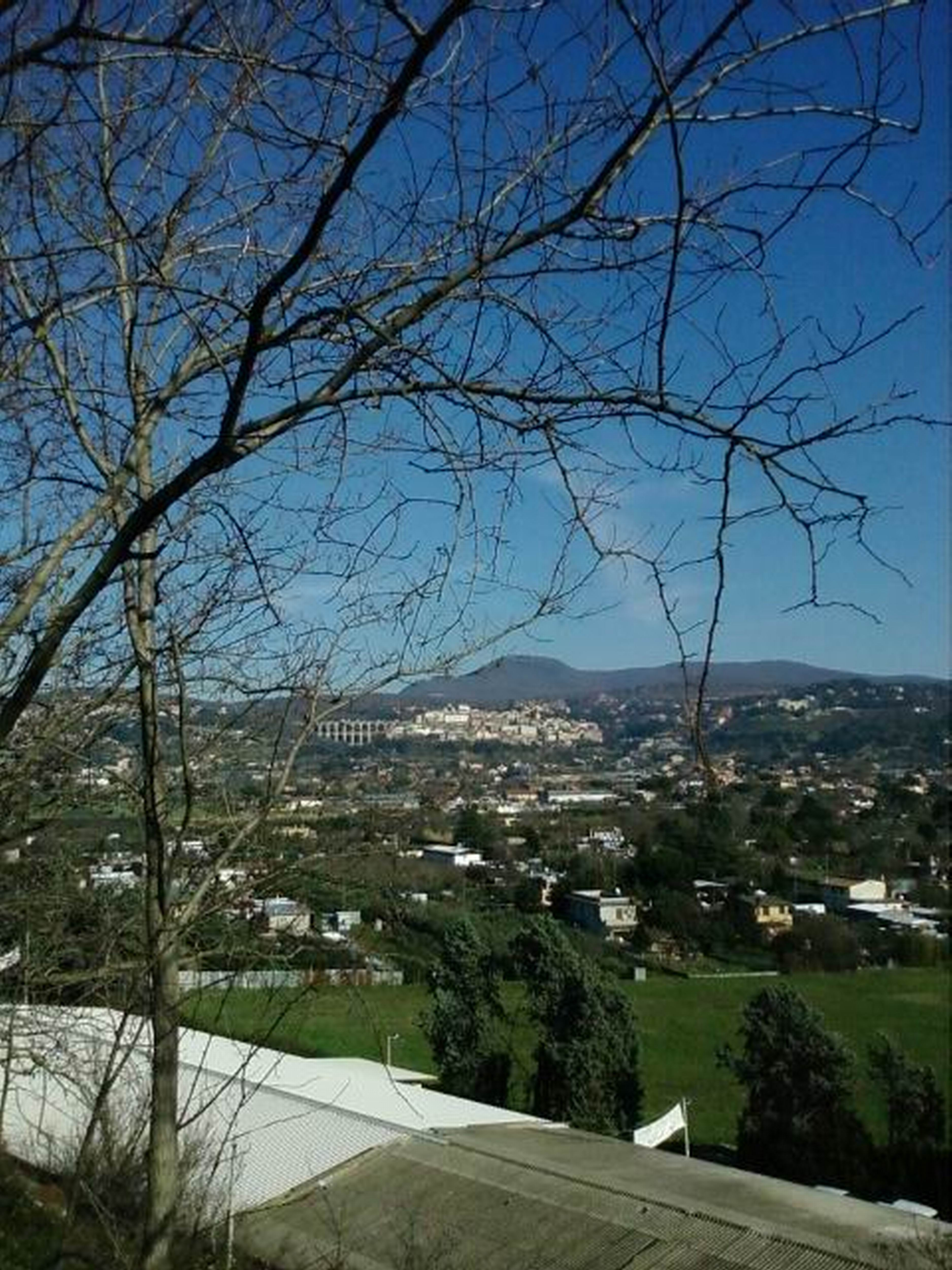
Panorama di Ariccia dalla contrada Prelatura

Il sito archeologico più importante del territorio comunale sarebbe rappresentato dall'area della città latina e poi romana di Aricia, situato nell'area di Vallericcia più prossima all'attuale centro abitato: il sito archeologico tuttavia non è ben determinato, e parte dei reperti rinvenuti è andata perduta in tre secoli di scavi accidentali o programmati.
L'area dell'antica città doveva estendersi probabilmente anche sull'attuale centro storico, poiché nel 1892 furono rinvenuti alcuni tratti delle mura a nord-est in blocchi parallelepipedi in peperino oltre porta Napoletana, in via Antonietta Chigi. Altri tratti di mura sono stati rinvenuti in Vallericcia sul lato sud-ovest dell'abitato: a sud-est, lungo la via Appia Antica, si apre una porta ad arco a tutto sesto larga 4.30 metri frutto di un rifacimento delle mura del II secolo a.C. Lungo l'antico tracciato della via Appia si trovava probabilmente la parte più vitale dell'antica città: vi si trovano infatti i resti della mansio, la "stazione di sosta" posta ad un giorno di viaggio da Roma, comunemente chiamati "l'Osteriaccia", e a 60 metri a nord della regina viarum i resti di un tempio tuscanico di età repubblicana largo circa 15 metri per 18, databile al II secolo a.C. Il rudere più notevole dell'antica città è la sostruzione della via Appia, che permetteva alla strada di superare il forte dislivello tra Vallericcia e Colle Pardo verso l'attuale Genzano di Roma: dell'opera, realizzata in opus quadratum riempito di opus caementicium, restano oggi solo 198 metri di lunghezza per un'altezza massima di 11.5 metri dei 231 metri di lunghezza e 13 di altezza originari.
Fuori dall'area dell'antica città, sono state ritrovate due ville romane, la prima scavata nel 1919 in località Quarto Le Cese, presso Fontana di Papa, e la seconda nel 1976 in località Monte Gentile, quest'ultima attribuita all'imperatore Vitellio. Inoltre, in località Casaletto, presso Cecchina, nel 1927 furono rinvenuti diversi busti fittili femminili.

### Aree naturali

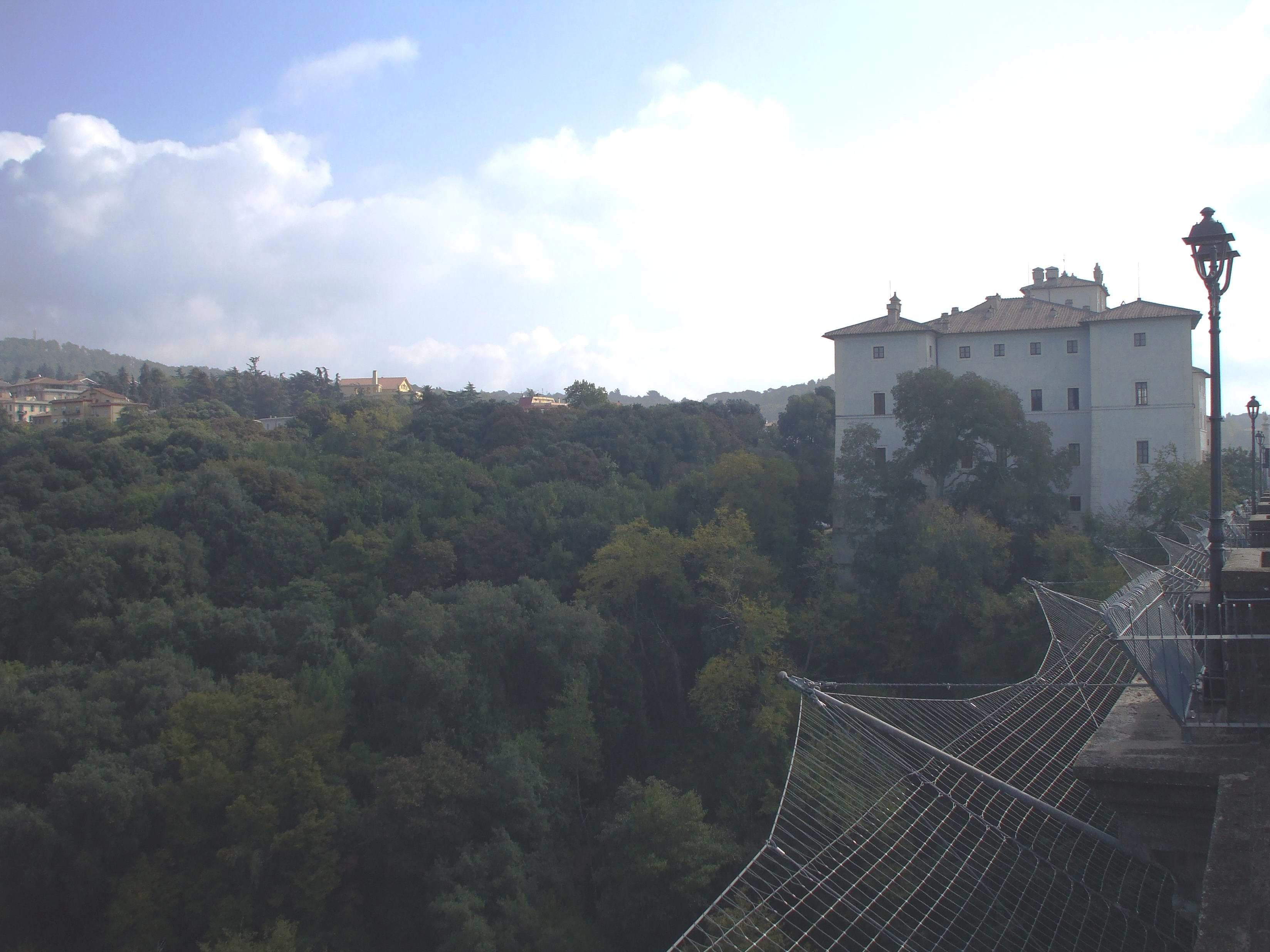
Il parco ed il palazzo Chigi dal ponte di Ariccia.

Una piccola parte del territorio comunale di Ariccia è inclusa nel perimetro del Parco Regionale dei Castelli Romani, ente di tutela ambientale regionale istituito nel 1984 dalla Regione Lazio nell'area dei Colli Albani. In origine, l'intero territorio comunale era situato all'interno del parco (legge regionale nº 2 del 13 gennaio 1984), ma già il 28 settembre 1984 le aree assegnate al parco furono drasticamente ridotte, per ovvi motivi legati all'espansione edilizia futura dei centri abitati inclusi. Gli attuali confini del parco, stabiliti nel 1998, sono più vasti dei confini precedenti.
La principale area di verde pubblico è il parco Chigi, la tenuta di caccia dei Chigi attigua a palazzo Chigi dal 1988 acquisita dal Comune di Ariccia. L'estensione attuale dell'area verde è di ventotto ettari, ma all'inizio dell'Ottocento aveva raggiunto l'estensione massima di 274 ettari.
La particolarità del parco Chigi è che la scrupolosa tutela esercitata dai Chigi ha evitato (fino al secondo dopoguerra) la contaminazione tra l'originaria flora dei Colli Albani (formata da querce, tigli ed aceri) ed il castagno, introdotto per ragioni economiche tra il Seicento ed il Settecento. Attualmente, il parco si presenta caratterizzato in gran parte come un bosco di lecci e latifoglie.

## Società

### Evoluzione demografica
| Evoluzione storica della popolazione |             |
| 1560                                 | 500 circa   |
| 1597                                 | 800 circa   |
| 1780                                 | 1 450       |
| 1800                                 | 1 350 circa |
| 1853                                 | 1 668       |
| 1871                                 | 2 115       |
| 1936                                 | 5 696       |
| 1951                                 | 5 560       |
| 1961                                 | 7 942       |
| 1971                                 | 10 787      |
| 1982                                 | 14 515      |
| 1986                                 | 15 858      |
| 1991                                 | 16 858      |
| 1992                                 | 17 120      |
| 1996                                 | 17 812      |
| 2001                                 | 17 865      |
| 2002                                 | 17 848      |
| 2003                                 | 17 669      |
| 2004                                 | 17 885      |
| 2005                                 | 17 995      |
| 2006                                 | 18 053      |
| 2007                                 | 18 060      |
| 2008                                 | 18 083      |

Abitanti censiti

### Etnie e minoranza straniere
Negli ultimi anni si è assistito ad un netto aumento della popolazione di cittadinanza non italiana residente ad Ariccia. Al 31 dicembre 2007 essa ammontava a 1 122 individui, più del doppio rispetto a quella del 2003. Degli stranieri residenti, 466 erano maschi e 656 femmine; i minorenni erano 232, di cui 149 nati in Italia; le famiglie con almeno un elemento straniero erano 565, di cui 411 con almeno il capofamiglia straniero.
Al 31 dicembre 2023 la popolazione straniera era di 1491 persone, pari all'8,28% della popolazione.

### Lingue e dialetti
La lingua italiana è l'unica lingua ufficiale di Ariccia, dato che non esistono sul territorio presenze di stanziamenti tali da giustificare l'esistenza di una minoranza linguistica. Il dialetto ricciarolo è uno dei dialetti dei Castelli Romani afferenti al gruppo dei dialetti mediani: tuttavia è sempre meno parlato a causa dell'attuale tendenza generale all'espansione del dialetto romanesco un po' in tutta l'area metropolitana di Roma e soprattutto nel quadrante meridionale della provincia di Roma.

### Religione

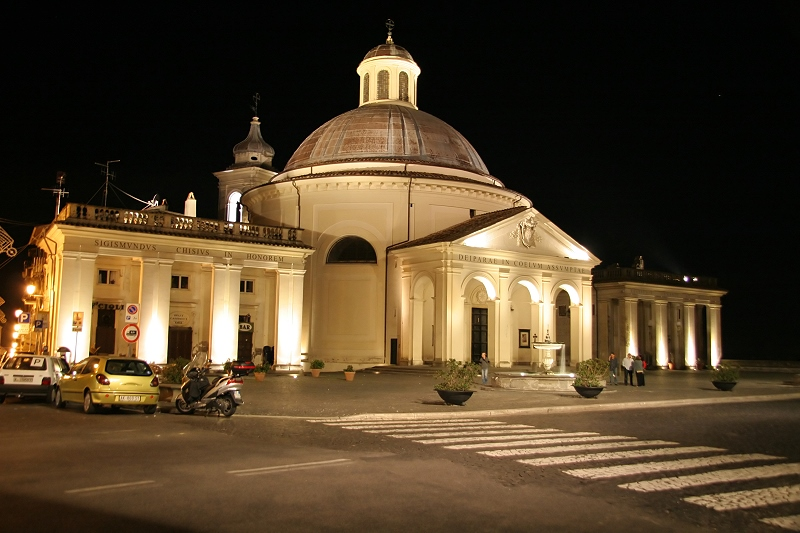
La collegiata di Santa Maria Assunta.

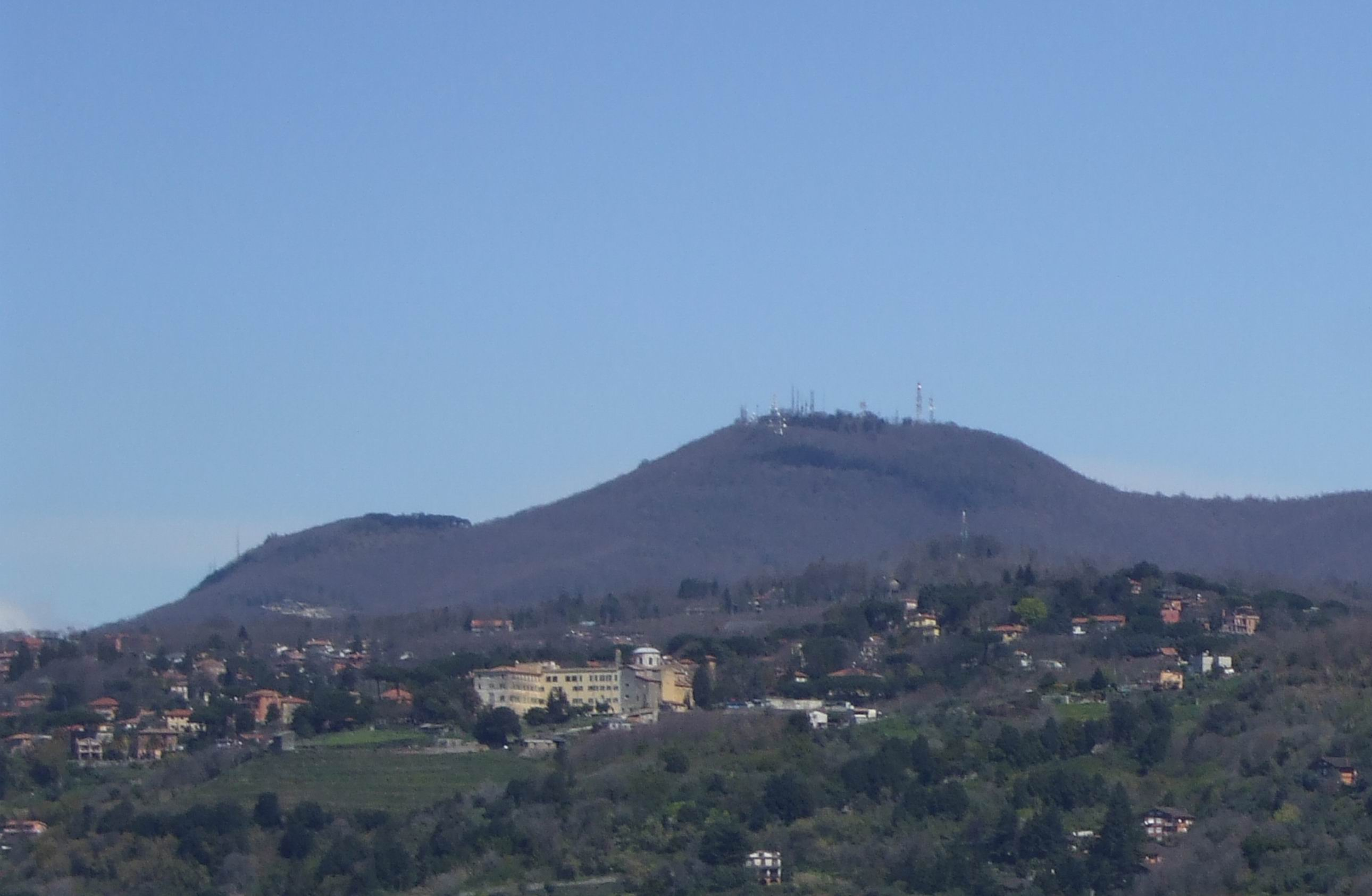
Il santuario di Santa Maria di Galloro e, sullo sfondo, Monte Cavo.

Ormai è pacificamente accertato che l'evangelizzazione dell'area albana e tuscolana è stata molto antica e fu probabilmente condotta personalmente da san Pietro apostolo e san Paolo di Tarso. La tradizione anzi afferma che proprio presso Aricia si svolse l'episodio narrato dagli Atti degli Apostoli dello scontro tra san Pietro e Simon Mago.
Il territorio comunale è ripartito in tre parrocchie: la parrocchia della collegiata di Santa Maria Assunta, con circa 7 500 abitanti, il santuario di Santa Maria di Galloro, attualmente accorpata alla parrocchia della collegiata, con circa 3 000 abitanti, e la parrocchia della chiesa di Santa Maria Assunta a Fontana di Papa, con circa 2 500 abitanti.
Inoltre, nel territorio ariccino si trovano le case di riposo e di meditazione delle Maestre Pie Venerini e dei padri gesuiti, uno studentato delle Serve del Sacro Cuore di Gesù e dei Poveri, una scuola dell'infanzia retta dalle Suore Serve di Maria Santissima Addolorata. e le case generalizie delle Religiose Francescane di Sant'Antonio. e delle Suore Missionarie del Catechismo.
Protestantesimo
Ad Ariccia è attiva una Chiesa Cristiana Evangelica Battista, fondata nel novembre del 1948, chiesa membro dell'Unione Cristiana Evangelica Battista d'Italia.
Giudaismo
Dal periodo medioevale al Seicento è attestata la presenza ad Ariccia di una comunità ebraica. Il canonico e storico ariccino Emanuele Lucidi ipotizza che i primi ebrei giunsero ad Aricia dopo la morte di Simon Mago, che secondo la leggenda morì in città per le ferite riportate a Roma nella sfida di levitazione con san Pietro. Nell'archivio della Basilica di Santa Maria in Via Lata a Roma il Lucidi vide un atto di donazione del 1235, da parte di una "Ebrea vidua religiosa" alla Chiesa di San Nicola in Ariccia. Nonostante la bolla Hebraeorum gens, promulgata da papa Pio V nel 1569, ordinasse l'allontanamento delle comunità ebraiche da tutte le città dello Stato della Chiesa (eccetto Roma, Ancona ed Avignone), sembra che ad Ariccia la comunità ebraica continuò a risiedere fino all'inizio del Seicento.
Il 14 dicembre 1597 il cardinale Silvio Savelli e sua cognata Artemisia Savelli tennero a battesimo nella Collegiata di Santa Maria Assunta "Lucia figliuola d'Isacco hebreo, di Lucia sua consorte". Un atto di successione del 1603, controfirmato dal governatore di Ariccia, viene firmato "actum in domi sopradicti Moisi in Aricia": dunque gli ebrei continuavano a possedere beni ad Ariccia, come confermato da una deposizione del 1608, fatta da "Belladonna uxor Rubini de Castro Cynthiani hebrea", dalla quale emerge che l'ebreo Elia Capone non solo possedeva una casa di propria abitazione ad Ariccia, ma affittava un'altra casa ad altri ebrei. Infine, il Lucidi afferma che ancora alla fine del Settecento presso il ghetto di Roma alcuni ebrei venivano chiamati "dell'Ariccia" per cognome, cognome del resto ancora oggi piuttosto diffuso.

### Tradizioni e folclore

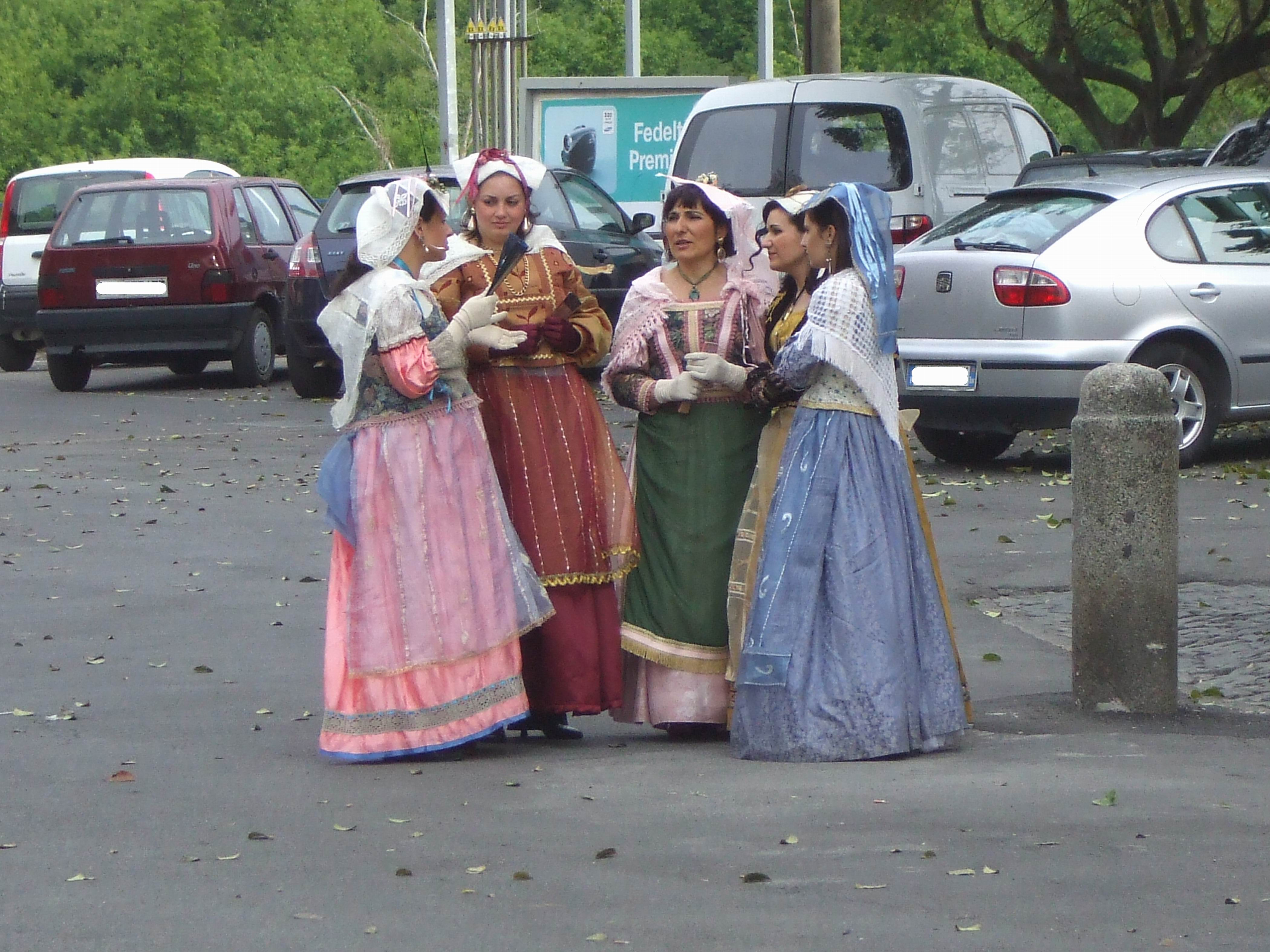
Donne ariccine in costume d'epoca durante la festa della Pentecoste in località Galloro

- Festa della Signorina. Durante la peste del 1656 Ariccia fu risparmiata dal flagello, anche in conseguenza del suo relativo isolamento: gli ariccini tuttavia attribuirono la grazia alla Madonna di Galloro, e si iniziò a celebrare una solenne festa presso il santuario di Santa Maria di Galloro, fissata per la prima o la seconda domenica di Avvento.[118] A partire dal 1668, quando papa Clemente IX istituì la festa dell'Immacolata Concezione, la data della festa venne spostata all'8 dicembre, festa appunto dell'Immacolata Concezione:[119] ancora oggi[quando?] questo evento viene celebrato e prende il nome di "festa della Signorina".[120]
- Festa della Madonna di Galloro. Il giorno di Pentecoste si celebra la festa vera e propria della Madonna di Galloro, nella giorno della consacrazione del santuario avvenuta nel 1633.[121] In questa circostanza si tiene la fiera di Galloro, autorizzata da papa Alessandro VII nel 1662[44] ed ancora celebrata.

### Istituzioni, enti e associazioni
Strutture sanitarie
L'ospedale specializzato regionale "Luigi Spolverini", struttura specializzata per la cura dei motulesi, è stato fondato nel 1909 con i contributi della principessa Antonietta Chigi: nel 1936 l'ospedale diventò il principale centro di riferimento nazionale per la cura della poliomielite.
Nel 2013 sono iniziati in località Fontana di Papa i lavori per la costruzione del Policlinico dei Castelli Romani che andrà a servire, date le grandi dimensioni, l'intera area dei castelli romani e dell'agro comprese Pomezia, Ardea e Aprilia. Per questo la realizzazione del policlinico prevederebbe la chiusura di tre ospedali castellani, il "San Giuseppe" di Albano Laziale, lo storico "Spolverini" di Ariccia ed il "De Sanctis" di Genzano di Roma, e la revisione dei trasporti con l'apertura di una stazione del treno a Montegiove e linee bus da tutti castelli e da Ardea fino a Fontana di Papa.
Alla fine del 2018, il Policlinico dei Castelli Romani, è stato inaugurato e ha ricevuto il primo paziente.

### Qualità della vita
Il reddito medio dichiarato pro capite nel comune di Ariccia ammonta a 21.215 euro (2005): il 19% della popolazione dichiara tra 10.000 e 15.000 euro (per un importo percentuale dell'10%), il 21% tra 15.000 e 20.000 (per un importo percentuale del 15%), il 17% tra 20.000 e 26.000 (per un importo percentuale di 17%), solo l'1.1% della popolazione dichiara oltre 100.000 euro (per un importo percentuale dell'8%) e lo 0.7% meno di 1000 euro (per un importo percentuale pari allo 0%).

## Cultura

### Istruzione

#### Biblioteche

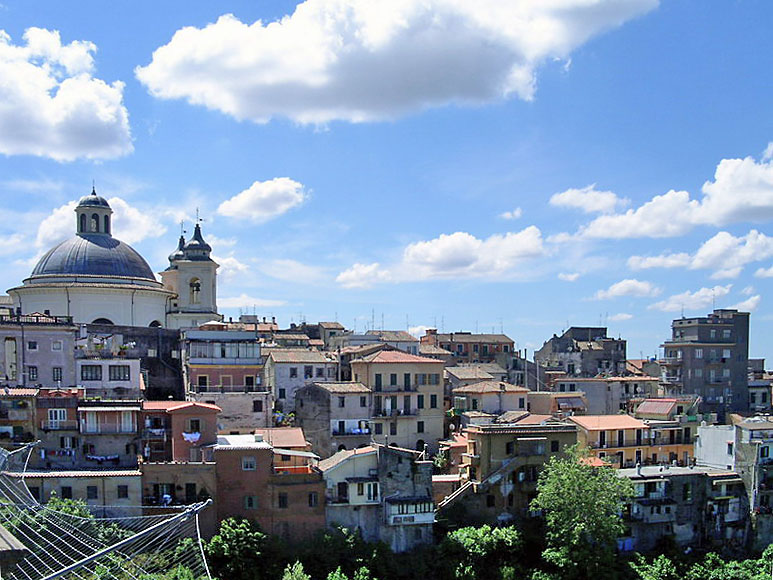
Particolare del centro storico dal ponte di Ariccia.

Il Comune di Ariccia è uno dei sedici comuni aggregati nel sistema bibliotecario dei Castelli Romani, che si ripropone di creare una rete tra le biblioteche dei Castelli Romani. Presso il centro storico di Ariccia è attivo da alcuni anni un Punto Prestito Interbibliotecario Comunale, che ha sede presso il centro Informagiovani e permette di consultare il catalogo on-line di tutte le biblioteche della zona.
Inoltre, nel novembre 2002 il SBCR ha firmato una convenzione con il Circolo Didattico di Ariccia per aprire al pubblico la Biblioteca Scolastica "Pinocchio".
Presso Palazzo Chigi inoltre è conservata la Biblioteca Chigi, che raccoglie interessanti opere settecentesche e introvabili copie di opere di storiografia locale.
Il canonico ariccino Emanuele Lucidi, autore delle Memorie storiche dell'illustrissimo municipio ora terra dell'Ariccia, e delle sue colonie di Genzano e Nemi, afferma che i documenti comunali più antichi che era riuscito a reperire risalivano al 1602: tuttavia solo in una seduta del consiglio comunale del 24 novembre 1647 venne stabilito di creare un archivio comunale e di raccogliere tutti questi documenti e le deliberazioni reperibili all'interno di un unico locale, decisione messa in atto solo nel 1652.
Inoltre, presso la collegiata di Santa Maria Assunta è conservato l'archivio capitolare.
Dal 2018 è attiva la biblioteca Somebody's Knocking del centro culturale protestante Martin Luther King, specializzata in storia dei diritti civili, storia del cristianesimo, storia degli Stati Uniti d'America, teologia protestante, dal 2024 è parte del Polo Bibliotecario della Regione Lazio. 

#### Ricerca
Il Liceo classico statale sperimentale James Joyce invia ogni anno una selezione di studenti meritevoli del quarto anno a fare uno stage presso i Laboratori Nazionali di Fisica di Frascati, dove i ragazzi entrano in contatto con l'ambiente della ricerca ad alto livello sotto la guida di tecnici e ricercatori.

#### Università
Ad Ariccia ha sede una Università popolare della Terza Età, ubicata presso porta Napoletana, accanto a Palazzo Chigi. Tra i corsi che vi si svolgono ci sono Storia dell'Arte, Storia Contemporanea e Geografia. L'istituzione culturale ha il patrocinio del Comune di Ariccia.

#### Musei
Il polo museale più importante di Ariccia è il complesso monumentale di Palazzo Chigi, dal 1988 di proprietà comunale, all'interno del quale sono ospitati diversi percorsi museali.
La più importante raccolta museale del palazzo è la Collezione Chigi, composta da dipinti, sculture, decorazioni, arredi e suppellettili raccolte nel palazzo dai principi Chigi nei quattrocento anni della loro permanenza nella residenza. Tra la fine degli anni novanta e il Duemila la collezione Chigi si è arricchita di nuove opere d'arte, radunate nell'autunno 2007 nel Museo del Barocco, composto dalla Collezione Fagiolo -raccolta dal critico d'arte Maurizio Fagiolo dell'Arco- e dalle donazioni di Luigi Koelliker.

#### Stampa
Ad Ariccia sono diffusi giornali locali a pagamento, il più diffuso è Nuovo Oggi Castelli. Numerosi anche i giornali locali free-press, tra cui Cinque Giorni, stampato a Colleferro e che è molto diffuso nel quadrante meridionale della provincia di Roma. Altri giornali free-press sono Controluce, stampato a Frascati, La Voce dei Castelli, stampato a Marino, e la rivista Vivavoce, organo del Sistema Bibliotecario dei Castelli Romani.
Ad Ariccia viene stampata da alcuni anni la rivista Castelli Romani: vicende - uomini - folclore, fondata a Roma nel 1956 dal "romanista" Vincenzo Misserville.
L'amministrazione comunale di Ariccia pubblica dal 2006 Aricia, organo ufficiale free-press del Comune di Ariccia. Le parrocchie della collegiata di Santa Maria Assunta e del santuario di Santa Maria di Galloro invece hanno un loro proprio organo ufficiale free-press, 7 giorni, con uscita a cadenza domenicale.

#### Televisione
Come i colleghi del cinema, anche i registi del piccolo schermo hanno spesso girato intere fiction o piccole scene di esse ad Ariccia. È il caso della serie televisiva Orgoglio, prodotta dalla Titanus e da Rai Fiction per la regia di Maria Venturi: la maggior parte delle scene sono girate tra Palazzo Chigi, il Parco Chigi e piazza di Corte.
Ariccia inoltre è stata sede di numerose riprese per le tre stagioni della serie televisiva "Caterina e le sue figlie" con Virna Lisi e Iva Zanicchi, andate in onda dal dicembre 2005 e il marzo 2010.

### Arte
Tra il maggio e l'ottobre 2008 il Comune di Ariccia ha patrocinato l'iniziativa Il perCorso dell'Arte, organizzata dall'omonima associazione lungo il rinnovato corso Giuseppe Garibaldi: l'evento consiste in un'esposizione di opere d'arte all'aperto, con la presenza di artisti ed artigiani all'opera.

### Teatro
Presso l'auditorium della sede centrale del Liceo Linguistico e delle Scienze Umane "James Joyce" si tiene ogni anno una rassegna teatrale molto ricca composta sia da spettacoli interpretati da alunni della scuola stessa e di altre scuole del territorio che da spettacoli interpretati da attori professionisti. Tra gli altri, si sono esibiti presso il Joyce Ulderico Pesce e Rolando Ravello. Gli eventi teatrali in questione sono patrocinati dal Comune di Ariccia e dalla Provincia di Roma.
Nell'estate 2008 il Comune di Ariccia ha organizzato l'Estate Teatrale Ariccina, con la partecipazione di professionisti del teatro. Inoltre, nel novembre dello stesso anno è stato inaugurato uno spazio teatrale comunale nella chiesa sconsacrata di San Nicola di Bari.

### Cinema
L'architettura della scenografica piazza di Corte con gli edifici che vi prospettano, la verticalità del ponte di Ariccia o il vasto panorama che si gode dal centro storico hanno attirato nel corso degli anni numerosi registi e troupe da tutto il mondo. La location ha fatto da sfondo al film Buonasera, signora Campbell, anche se Ariccia veniva presentata con il nome di finzione di San Forino.
Il film più celebre girato in parte ad Ariccia è Il Gattopardo (1963), per la regia di Luchino Visconti: tuttavia la scena probabilmente più nota del film, quella del ballo, è stata girata negli ambienti di Palazzo Valguarnera-Gangi a Palermo, mentre gran parte degli esterni furono girati nell'appositamente restaurata residenza palermitana di villa Boscogrande. La scena più importante girata negli interni di palazzo Chigi è stata quella del dialogo tra Burt Lancaster ed Alain Delon (quello del "se vogliamo che tutto rimanga com'è, bisogna che tutto cambi ").
Fra i registi che hanno girato ad Ariccia, vanno ricordati Renato Castellani con Due soldi di speranza (1952), Nanni Loy con Un giorno da leoni (1961), Daniele Segre con Partitura per volti e voci (1991) e Tonino Cervi con L'avaro (1989), film che aveva Alberto Sordi come protagonista.
Nel 2018 il regista Giovanni Veronesi gira alcune scene del film "Moschettieri del Re - La penultima missione" all'interno di Palazzo Chigi.

### Musica
Nella piazza principale di Ariccia è stato girato quasi interamente il video musicale del brano "I Belong to You" cantato dalla celebre Pop-Star Anastacia e dal cantante italiano Eros Ramazzotti.
Dal 2008 Palazzo Chigi ospita la sede del Gran Ballo Nazionale delle Debuttanti, iniziativa patrocinata dalla Presidenza del Consiglio dei ministri, dal Ministero per i Beni e le Attività Culturali e dagli enti locali.
Nel 2016 la cantante Emma gira il suo video musicale del singolo Il paradiso non esiste all'interno di Parco Chigi.

### Cucina

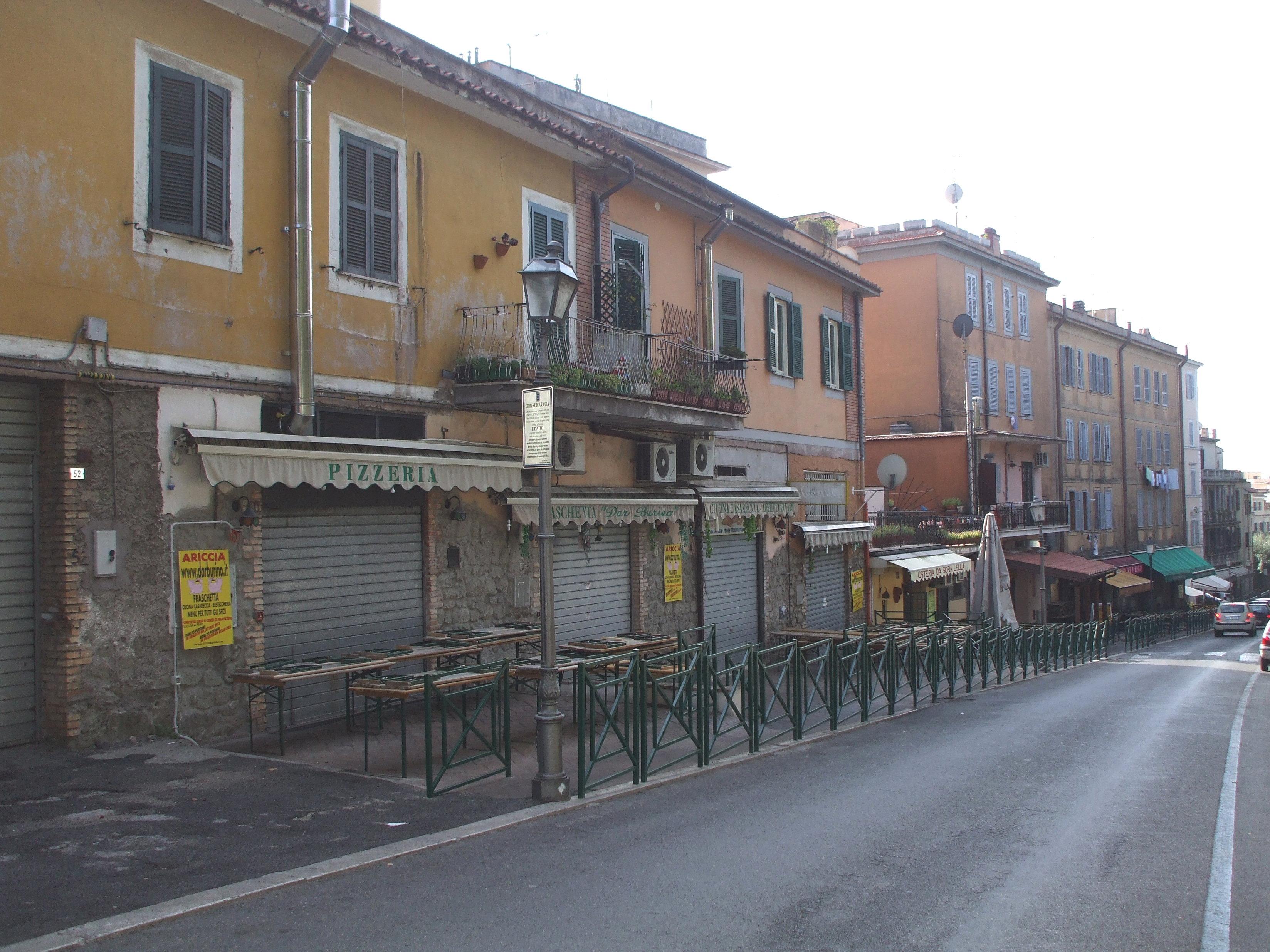
Alcune delle caratteristiche fraschette in Via dell'Uccelliera.

La cucina ariccina non si distingue di molto dalla cucina romana, ma il prodotto culinario più conosciuto del comune è la porchetta, affiancata da altri prodotti meno caratteristici come il vino bianco, la mozzarella di bufala. Ariccia è anche uno dei pochi comuni dei Castelli Romani dove ancora esistono in gran numero le caratteristiche fraschette, che attirano un gran numero di frequentatori da Roma e dall'area castellana.

### Eventi
- Sagra della porchetta. La sagra della porchetta si svolge la prima domenica di settembre a partire dal 1950: il programma prevede esibizioni musicali, allestimento di stand e mostre.[144]
- Nel 1961 il cantante Teddy Reno, trasferitosi ad Ariccia, inventò su richiesta dell'amministrazione comunale il "Festival degli sconosciuti", alla ricerca di giovani talenti musicali:[145] tra i talenti emersi grazie a questo festival ci furono Rita Pavone (1962), i The Rokes (1963), Marcella Bella (1965), Claudio Baglioni (1967), Pino Campagna (1983) e Eros Ramazzotti (1983). Il festival, che ha avuto il suo periodo di massimo splendore negli anni sessanta, è stato più volte ripreso nel corso degli anni, l'ultima volta nel 2008.

## Geografia antropica

### Urbanistica

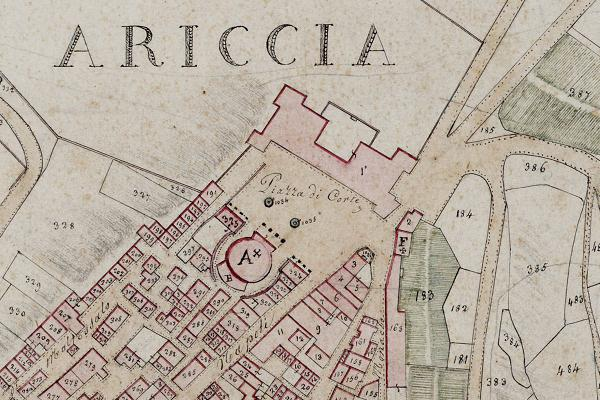
Piazza di Corte nel catasto Gregoriano (1835): a Palazzo Chigi si oppone la collegiata.

Il centro storico di Ariccia ha una forma vagamente tondeggiante, a somiglianza dell'altopiano su cui si trova. In età antica è verosimile che in questo sito sorgesse l'acropoli di Aricia, oppure un insediamento di età pre-romana che poi gradatamente "scivolò" verso Vallericcia attirato dalla via Appia Antica. Lo sviluppo dell'abitato come lo conosciamo attualmente iniziò alla fine del Quattrocento: il centro del paese, indicato dalla collegiata e dal palazzo baronale, doveva trovarsi in prossimità dell'attuale porta Romana. In seguito all'abbandono di questa porta decretato per ragioni di sicurezza in occasione della guerra di Castro (1641-1649) è plausibile che l'abitato iniziò ad espandersi verso nord-est lungo la direttrice di corso Giuseppe Garibaldi, al termine del quale i Savelli già alla fine del Cinquecento si erano fatti costruire un palazzo presso porta Napoletana (che diventò in seguito palazzo Chigi).
Ma fu dopo l'acquisto del feudo da parte dei Chigi nel 1661 che iniziò il vero sviluppo urbanistico di Ariccia in senso moderno: Gian Lorenzo Bernini progettò la scenografia barocca di piazza di Corte, ed incaricò il fratello Luigi Bernini di chiudere il rettilineo di corso Garibaldi con la progettazione della chiesa sconsacrata di San Nicola di Bari. La disposizione berniniana di piazza di Corte, che diventò il centro religioso e politico del paese, fu in parte modificata con il raddoppiamento di palazzo Chigi nel 1740, la risistemazione dell'aspetto dei casini e del portico d'ingresso della collegiata ad opera di Sigismondo Chigi nel 1771 e soprattutto con la rottura dell'isolamento di Ariccia attraverso il ponte di San Rocco ed il ponte di Ariccia (1847-1854).
Una nuova espansione dell'abitato si ebbe all'inizio del Novecento, con la costruzione di villini residenziali di villeggiatura, e poi nel secondo dopoguerra, con la nascita di aree residenziali medio-borghesi. Il piano regolatore generale del comune fu approvato dalla Regione Lazio il 22 luglio 1977.

### Località

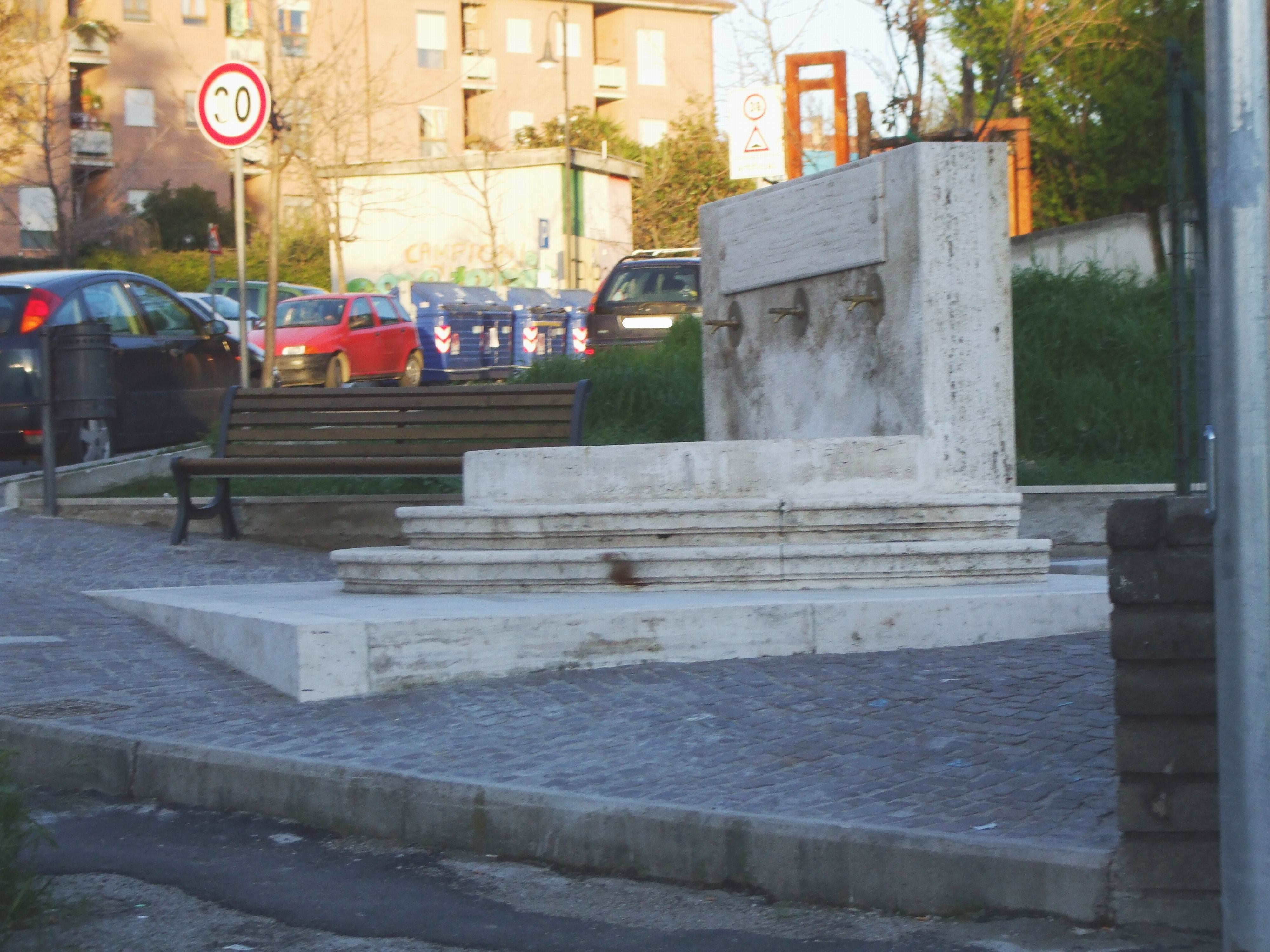
Fontana di Papa: la fontana di cui nel toponimo.

- Cancelliera. Parte di questa località appartiene al comune di Ariccia, mentre il resto ricade nel comune di Albano Laziale: vi si trova la grande ed importante zona commerciale ed industriale denominata Cancelliera-Quarto Negroni (perché nell'Ottocento fu proprietà della famiglia romana dei Negroni, successivamente stanziatisi ai Castelli Romani), nota anche per lo stabilimento dismesso della Pork's House, realizzato nel 1966 per la produzione di porchetta e chiuso alla fine degli anni ottanta, nel 1991 venduto all'incanto dal tribunale di Velletri.[149] La località è inoltre servita con una stazione ferroviaria dalla ferrovia Roma-Velletri.
- Cecchina. Questa località, appartenente solo in parte ad Ariccia e per la maggior parte ricadente nei comuni di Albano Laziale ed Ardea, deve il proprio toponimo a monsignor Sebastiano Cecchini, che alla fine del Seicento si fece costruire un casale in prossimità del chilometro 20 della via Nettunense:[150] lo sviluppo moderno della popolosa frazione è legato alla creazione alla fine dell'Ottocento di uno snodo ferroviario importante attivo fino agli anni trenta. Oggi[quando?] Cecchina è servita da una stazione ferroviaria della ferrovia Roma-Velletri, ed ha più volte manifestato (assieme all'altra popolosa frazione albanense di Pavona) spinte autonomistiche dai tre capoluoghi per via della sua raggiunta importanza e della numerosa popolazione.[151]
- Fontana di Papa. La località deve il suo nome alla fontana voluta da papa Pio IX presso il chilometro 11 della via Nettunense ed è sede della prestigiosa omonima cantina sociale vitivinicola.[152]
- Galloro. Popolosa località residenziale posta lungo la strada statale 7 via Appia Nuova in prossimità dell'omonimo santuario mariano, deve ad esso la propria notorietà. Il toponimo è da riferirsi ad una probabile corruzione di un antico toponimo latino "vallis aurea" ("valle dorata"), benché la località si trovi su un'altura a dominio di Vallericcia e del tracciato della via Appia Antica.
- Monte Gentile. Rinomata località residenziale posta a nord-est del centro storico, ospita i moderni servizi del comune (il PalAriccia ed il PalaKilgour, il liceo classico statale sperimentale James Joyce e, più a valle verso il centro storico, il cimitero e lo stadio comunale).
- Vallericcia. La località si trova nell'omonima valle ai piedi del centro storico: vi si svolge gran parte della produzione agricola del territorio ariccino, in gran parte soffocata dalla moderna crescita delle piccole industrie. Proprio in un ex-fabbrica di scarpe si trova il plesso scolastico attualmente[quando?] utilizzato come sede succursale del liceo classico sperimentale statale James Joyce.

## Infrastrutture e trasporti

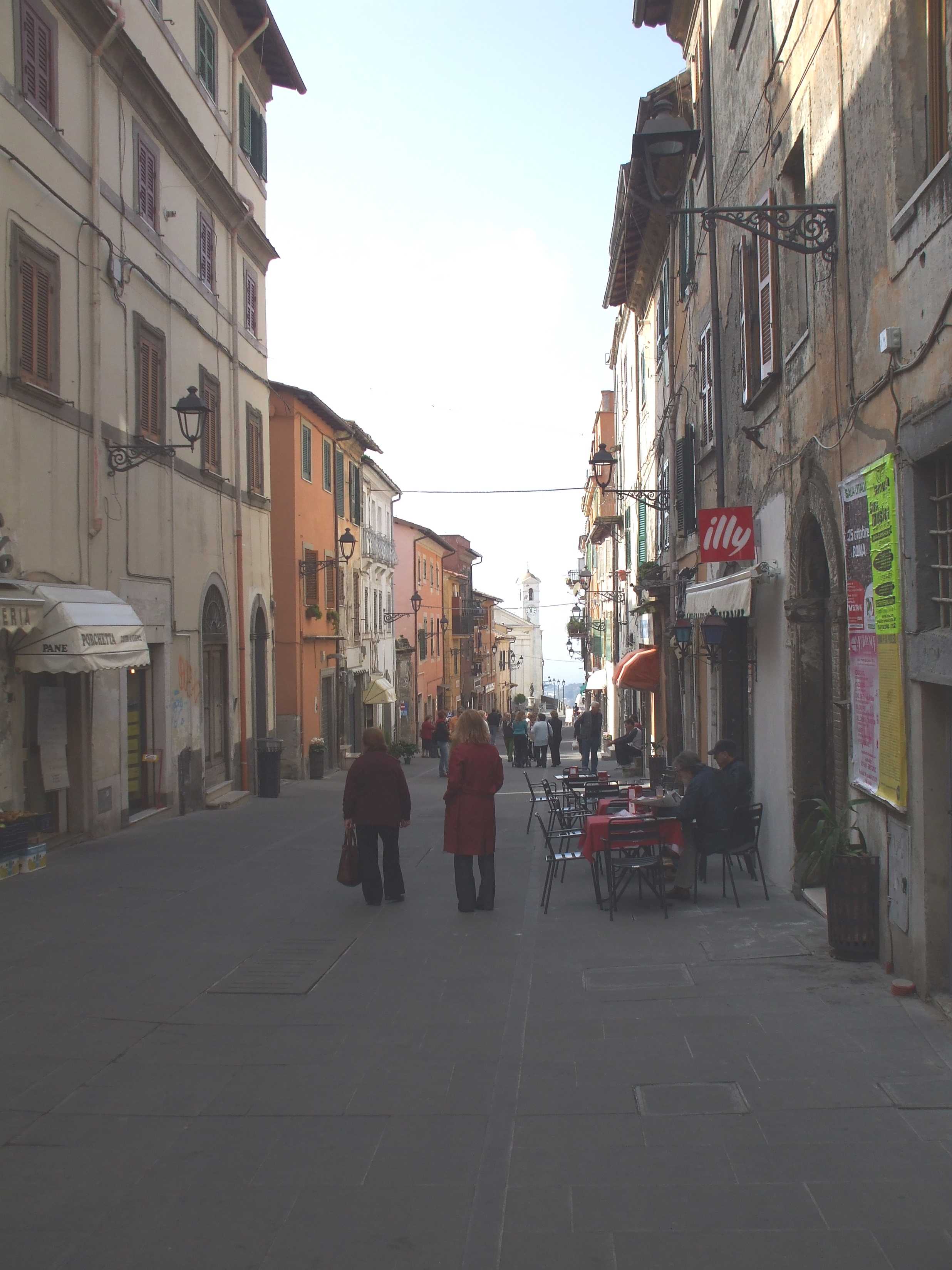
Il corso principale, intitolato a Giuseppe Garibaldi

## Amministrazione
| Periodo          | Periodo          | Primo cittadino      | Partito                | Carica                  | Note    |
| ---------------- | ---------------- | -------------------- | ---------------------- | ----------------------- | ------- |
| 21 novembre 1993 | 14 maggio 2001   | Emilio Cianfanelli   | Rifondazione Comunista | Sindaco                 |         |
| 14 maggio 2001   | 28 maggio 2006   | Vittorioso Frappelli | Forza Italia           | Sindaco                 |         |
| 28 maggio 2006   | 22 febbraio 2016 | Emilio Cianfanelli   | Partito Democratico    | Sindaco                 | [ 153 ] |
| 22 febbraio 2016 | 6 giugno 2016    | Nicola Di Matteo     |                        | Commissario             |         |
| 6 giugno 2016    | 12 febbraio 2020 | Roberto Di Felice    | lista civica           | Sindaco                 | [ 154 ] |
| 12 febbraio 2020 | 12 giugno 2020   | Elisa Refrigeri      | lista civica           | Vicesindaco f.f.        |         |
| 12 giugno 2020   | 05 ottobre 2020  | Giovanni Borrelli    | -                      | Commissario Prefettizio |         |
| 05 ottobre 2020  | in carica        | Gianluca Staccoli    | Centrodestra           | Sindaco                 |         |

### Gemellaggi
- Lichtenfels[155]
- Cournon-d'Auvergne[155]
- Prestwick[155][156]

## Sport

### Calcio
L'Ariccia Calcio è stata costituita nel 1988 in seno alla Polisportiva Comunale. La squadra è affiliata alla Società Sportiva Lazio, e nell'ottobre 1995 gli allievi provinciali classe 1995 della squadra sono stati sponsorizzati dai due calciatori biancocelesti Tommaso Rocchi e Gaby Mudingayi. Attualmente milita in Promozione.

### Calcio a 5
All'interno della Polisportiva Comunale, è operativa l'associazione sportiva Futsal Ariccia Calcio a 5. Un'altra realtà ariccina per il calcio a 5 è stata la Carlisport Calcio a 5, attiva sempre all'interno della Polisportiva Comunale e arrivata a conquistare la promozione in Serie A2 prima di essere assorbita dalla Cogianco Genzano Futsal.

### Pallacanestro
- Ariccia Basket 2000, inserita all'interno della realtà della Polisportiva Comunale[157]
- Castelli Romani Basket che nel 2019-2020 milita nel campionato maschile di Serie C Silver.[160]
- AS Virtus Ariccia che nel 2019-2020 milita nel campionato maschile di Promozione.[160]

### Pallavolo
L'Ariccia Volley Club, rappresentativa locale nella pallavolo, venne promossa in Serie A maschile FIPAV nel 1973/1974 sotto la gestione del presidente Giovanni Cianfanelli e del General Manager Renato Ammannito, che non esitarono a portare ad Ariccia alcuni grandi campioni internazionali come Mario Mattioli, Erasmo Salemme ed il leggendario Kirk Kilgour: la compagine ariccina così vinse un titolo nazionale nel 1974/1975, e nel 1975/1976 venne trasferita a Roma diventando l'Accademia dello Sport Roma.
Dal 1986/1987 è operativa (dal 1988 all'interno della Polisportiva Comunale) l'associazione sportiva Libertas Volley Ariccia. Nel campionato 2008/2009, la Libertas Ariccia milita in Serie C maschile ed in Serie C femminile.

### Scherma

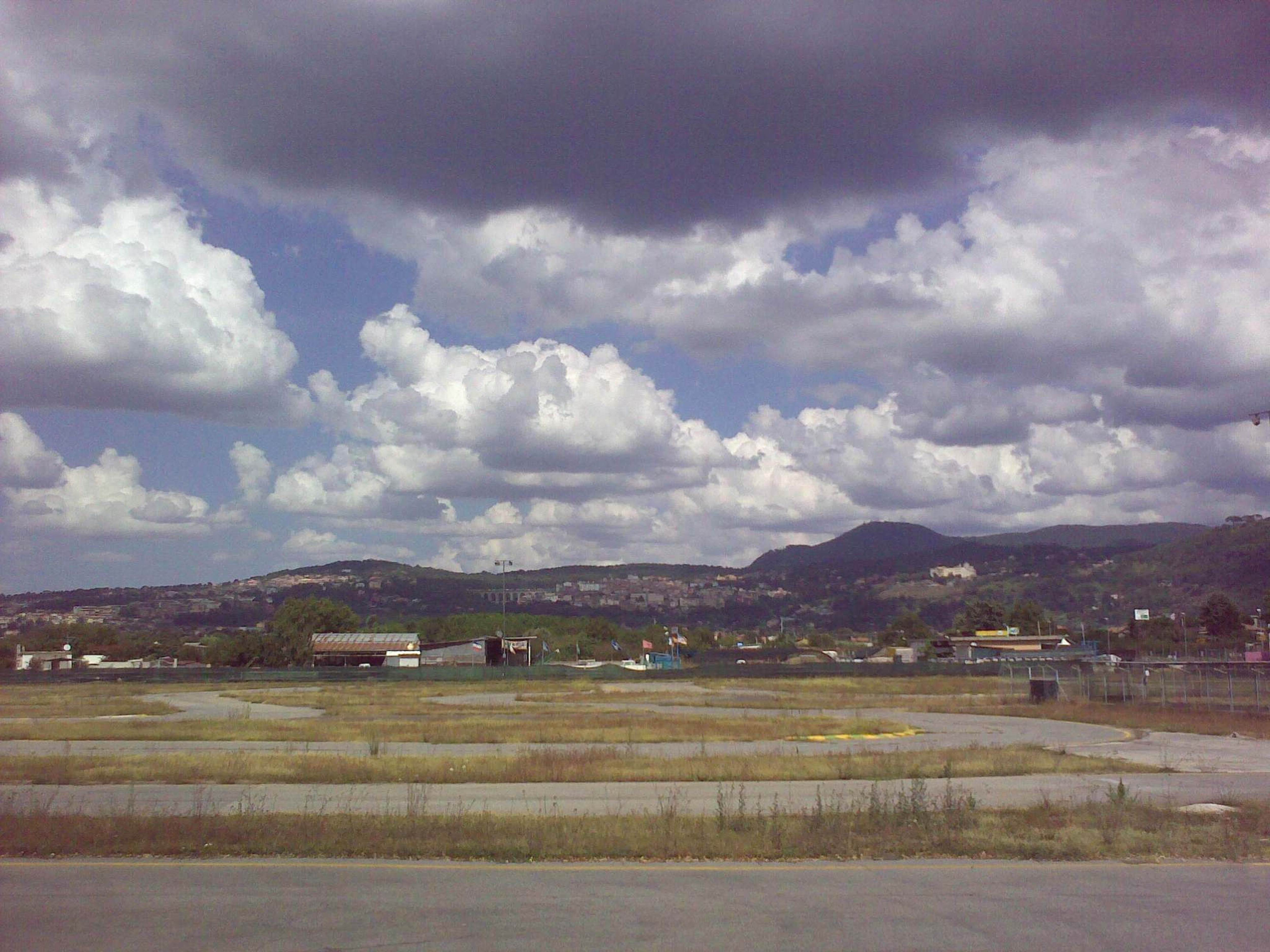
L'ex pista di karting in Vallericcia

Il Club Scherma Ariccia, inserito nella realtà della Polisportiva Comunale, nasce nel 1997. Il Club in poco più di dieci anni ha vinto quindici titoli nazionali, due Coppe Italia e quarantanove titoli regionali. Ad oggi inoltre vanta ben quattro atleti nelle squadre nazionali juniores ed uno in quella maggiore.

### Rugby
Una delle società non più ospitate nella realtà della Polisportiva Comunale è l'A.S.D. Ariccia Rugby, che ha militato nelle stagioni dal 1993 al 2009 nel campionato di Serie C maschile, nel quale oggi è presente come A.S.D Campoleone Lanuvio Rugby.

### Pallanuoto
- Asd Castelli Romani, che nel 2024 ha militato in serie C "Girone 6 – C.R. Lazio" con la squadra maschile[166], e in serie A2 - girone sud, con quella femminile.[167]

### Impianti sportivi
- PalAriccia[157];
- PalaKilgour[157];
- Campo Comunale Arrigo Menicocci[157];
- Palestra Comunale Piani di Santa Maria[157].
- Piscina Castelli Romani